# 1 Samodzielna Brygada Spadochronowa

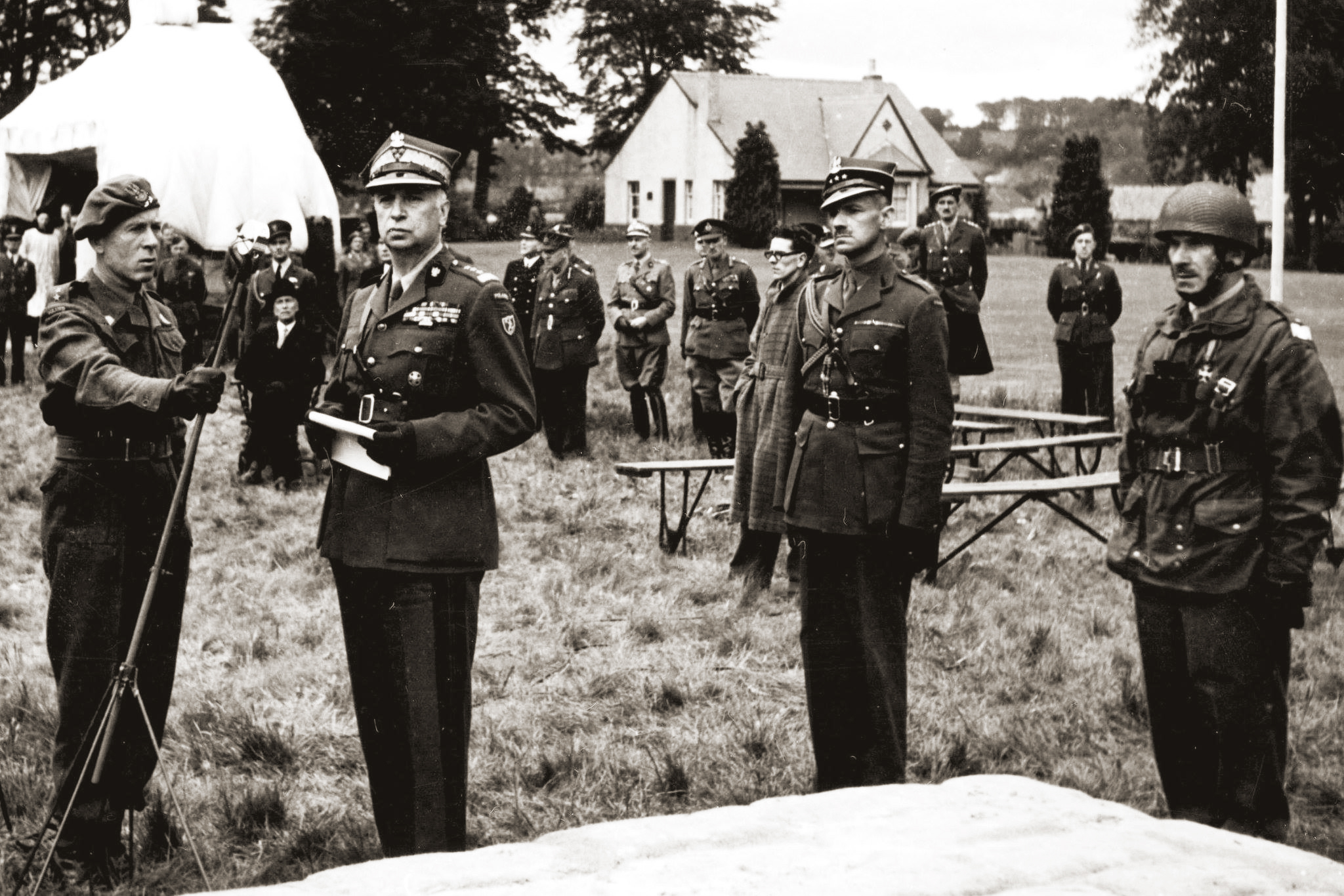
Gen. Kazimierz Sosnkowski i gen. Stanisław Sosabowski podczas przeglądu żołnierzy 1 Samodzielnej Brygady Spadochronowej

1 Samodzielna Brygada Spadochronowa – wielka jednostka powietrznodesantowa Polskich Sił Zbrojnych, sformowana w Wielkiej Brytanii podczas II wojny światowej. W założeniach brygada miała wziąć udział w walkach w Polsce, była jednym z zasadniczych elementów koncepcji sztabowej, przygotowywanej przez Komendę Główną AK oraz Sztab Naczelnego Wodza w Londynie, według której głównym zadaniem Armii Krajowej (wcześniej Związku Walki Zbrojnej) było przygotowanie i zwycięskie przeprowadzenie powstania zbrojnego – z chwilą wkroczenia na ziemie polskie regularnych wojsk polskich odtworzonych na obczyźnie. Ostatecznie została użyta przez aliantów w operacji Market Garden.

## Formowanie brygady
Po upadku Francji na terenie Szkocji z oficerów i części podoficerów 2 Brygady Strzelców rozpoczęto organizowanie Kanadyjskiej Brygady Strzelców. Brygada miała zostać uzupełniona ochotnikami z Kanady. Ostatecznie do tego nie doszło i brygadę w sierpniu 1940 roku przemianowano na 4 Brygadę Kadrową Strzelców. Dowódcą jej został Stanisław Sosabowski. Wobec groźby inwazji Brygada Kadrowa jako oficerski batalion piechoty wspomagała organizowanie obrony wschodniego wybrzeża Szkocji.
21 stycznia 1941 rozkazem nr 126/III/ Szef Sztabu Naczelnego Wodza wyznaczył do działań dywersyjnych 4 Brygadę Kadrową Strzelców; jeszcze w styczniu 1941 gen. Stanisław Sosabowski rozpoczął formowanie 1 Samodzielnej Brygady Spadochronowej. W pierwszej połowie marca 1941 rozpoczęto tworzenie polskiego ośrodka wstępnego wyszkolenia spadochronowego Largo House. W drugim etapie szkolenie spadochronowe miało odbywać się w brytyjskim ośrodku szkolenia spadochronowego Parachute Training School w Ringway pod Manchesterem (STS 51); pierwszy kurs dla Polaków rozpoczął się już 17 lutego 1941.
Naczelny Wódz gen. Sikorski 23 września 1941, po „Święcie Spadochronowym” powiedział żołnierzom 4 BKS „odtąd jesteście pierwszą Brygadą Spadochronową”, formalnie brygadę utworzono rozkazem Naczelnego Wodza L.dz.3219/Org. z 9 października 1941 nadając nazwę „1 Brygada Spadochronowa”. Kolejnym rozkazem Naczelnego Wodza L.dz. 3950/Org. i 4437/Org. z 20 października 1942, nadano brygadzie status „samodzielności” oraz oficjalną nazwę „1 Samodzielna Brygada Spadochronowa”. W związku z powiększeniem brygady o pododdziały pozwalające na prowadzenie samodzielnych zadań, potwierdzono status brygady jako samodzielnej. Jej skład wzmocniony został żołnierzami 2 Batalionu Grenadierów. Miejscem formowania się brygady było hrabstwo Fife położone na terenie Szkocji. Jednostka ta miała być wykorzystana do wsparcia powstania powszechnego w okupowanej Polsce i jako jedyna jednostka polska nie podlegała wówczas dowództwu brytyjskiemu. W 1942 przybyło znaczne uzupełnienie osobowe z Armii Polskiej, ewakuowanej z ZSRR. Stan liczbowy w 1944 roku wzrósł do ok. 2200 żołnierzy.

## Szkolenie
W 1 Samodzielnej Brygadzie Spadochronowej zastosowano brytyjski system szkolenia, tj. całe szkolenie oparto na systemie różnorakich kursów. W okresie istnienia brygady proces szkoleniowy ulegał wielu zmianom, co było związane ze zmianami sytuacji polityczno-wojskowej Polski, zmianami trendów w wojskach spadochronowych, a także z późniejszą zmianą przeznaczenia brygady.

### Szkolenie spadochronowe
Początkowo szkolenie spadochronowe odbywało się w ośrodku spadochronowym w bazie RAF Ringway. Zakładano, że szkolenie spadochronowe polskiej brygady będzie przebiegało tak samo jak w wojsku brytyjskim. Jednakże już po przeszkoleniu pierwszej grupy okazało się, że brytyjski system szkolenia wstępnego dla polskich żołnierzy jest zbyt wyczerpujący. Było to spowodowane faktem, iż mała liczebność zasobów ludzkich nie pozwalała na wyselekcjonowanie odpowiednich polskich żołnierzy na potrzeby brygady spadochronowej. Najczęściej do dyspozycji Sosabowskiego trafiali żołnierze o przeciętnie niższej kondycji, a także i wyższej średniej wieku niż w brytyjskich wojskach spadochronowych. Wobec tego opracowano specjalny program wstępnego szkolenia spadochronowego, gdzie dbano o wyćwiczenie fizyczne polskich kandydatów na skoczków do takiego stopnia, by mogli oni brać udział w szkoleniu w Ringway.
Wobec tego postanowiono, że podstawowe szkolenie fizyczne i spadochronowe odbywać się będzie w rejonie dyslokacji brygady, a w Ringway będą odbywać się tylko skoki. Ośrodek szkolenia wstępnego, nazwany później „Małpim Gajem”, powstał w Largo House. Budowanie ośrodka nie obyło się bez problemów – możliwości finansowe polskich władz były ograniczone. Wobec tego żołnierze sami budowali potrzebny sprzęt (np. opuszczane trapezy), często inwestując własne pieniądze. W ośrodku odbywało się zarówno szkolenie fizyczne, jak i ćwiczenia poszczególnych elementów skoku. W szkoleniu pomogła także wieża spadochronowa polskiego pomysłu, wybudowana środkami sztabu Naczelnego Wodza w Lundin Links, niedaleko Largo House. Pomoc brytyjska przyszła dopiero w roku 1943, kiedy to brygada dostała etat Brygady Spadochronowej. Wybudowano wtedy baraki w Largo House na kwaterunek oraz salę do ćwiczeń gimnastycznych. Głównym instruktorem w ośrodku w Largo House był kpt. Kwaśnica.

### Pozostałe kursy
Ponadto w brygadzie zorganizowano m.in. kurs bytowania.

### Wypadki podczas szkolenia spadochronowego

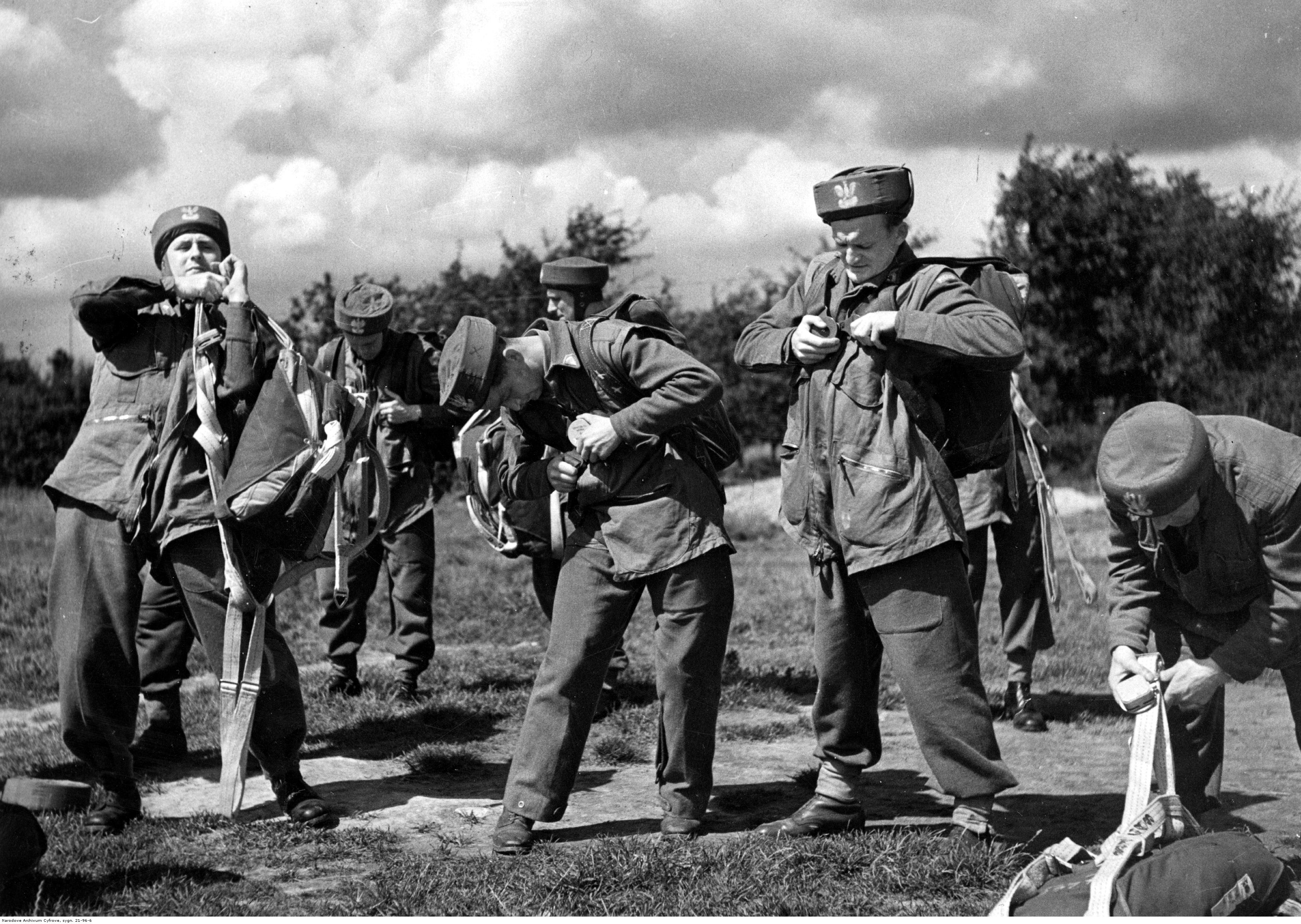
Brygada w czasie szkolenia w Szkocji

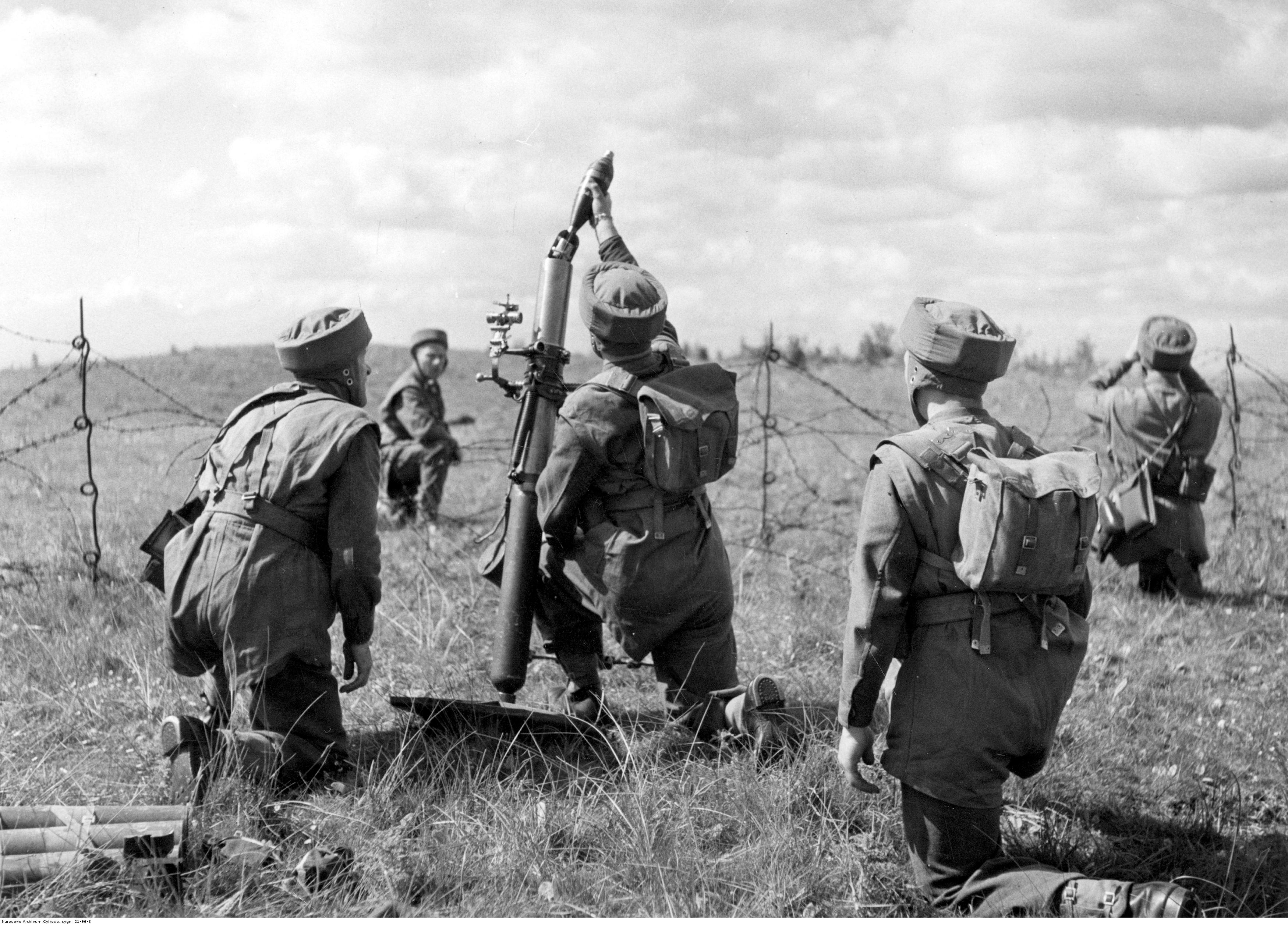
Brygada w czasie szkolenia w Szkocji

Szkolenie spadochronowe w tym okresie wiązało się z dużym ryzykiem. Mimo dużego nacisku jaki kładziono na zachowanie zasad bezpieczeństwa nie obyło się bez tragicznych wypadków.
Pierwszy tragiczny wypadek wydarzył się 19 czerwca 1941 roku podczas skoku metodą „przez dziurę” z samolotu Whitley. Zginął skoczek, którym był ppor. Jan Twardawa. Przyczyną wypadku było nieprzypięcie do uchwytu w samolocie taśmy statycznej spadochroniarza przez instruktora brytyjskiego. Skutkiem tego było niewyciągnięcie przez linę z pokrowca spadochronu. Użyty spadochron nie posiadał ręcznego systemu otwarcia przez skoczka i spadochroniarz nie miał szans przeżycia skoku.
Przyczyną innych wypadków podczas skoków był stosowany system opuszczania samolotu. Do roku 1944 w brygadzie skakano metodą „przez dziurę”, stosowaną przez armię brytyjską. Ta technika miała pewien mankament, zbyt silne wybicie albo pochylenie głowy w chwili wyskoku, mogło spowodować uderzenie czołem w przeciwległy brzeg otworu, co kończyło się oszołomieniem i wytrąceniem spadochroniarza z ustalonej pozycji. Powodowało to koziołkowanie spadochroniarza w powietrzu i zaplątanie się skoczka w linki spadochronu. W ten sposób zginęli spadochroniarze: ppor. Tadeusz Zalewski, strz. Eugeniusz Siemiaszko i sap. Kazimierz Gocel.
Podczas skoku zginął także instruktor spadochronowy ppor. Stefan Borsukiewicz, któremu po skoku nie otworzył się spadochron. Było to spowodowane złym złożeniem spadochronu na ziemi.
23 czerwca 1943 zginął natomiast strz. Romanowski. Przyczyną był błędny zrzut lub silny wiatr, który zniósł spadochroniarza nad jezioro. W tym czasie nieopracowana była jeszcze procedura postępowania podczas lądowania na wodzie.
15 sierpnia 1943 podczas skoku zginął st. strz. Franciszek Janocha. Spadochroniarz prawidłowo oddał skok, a spadochron napełnił się. Został jednak uszkodzony przez skrzydło innego samolotu, uszkodzona czasza nie stawiała już oporu powietrza i spadochroniarz zginął.
Najtragiczniejszy wypadek miał miejsce w sobotę 8 lipca 1944 roku w czasie kompanijnych ćwiczeń spadochronowych „Glitto 1”, przeprowadzonych w okolicy Stamford z udziałem 8 kompanii III Baonu Spadochronowego 12 samolotów C-47 Dakota. Przyczyną wypadku był błąd jednego z pilotów. „Tymczasowe dochodzenia oraz zeznania naocznych świadków wykazały co następuje: Formacja 12 samolotów typu C-47, lecąca na wysokości około 1200-1300 stóp w szyku jak załączony szkic (zał. nr 2), kończyła właśnie zwrot w lewo podczas lotu nad zrzutowisko. Pilot samolotu nr 8, wyprostowując aparat, skierował go zanadto w prawo; samolot dostał się wtedy swym prawym skrzydłem pod śmigło samolotu nr 7, przy czym następnie lewe skrzydło samolotu nr 7 dostało się pod śmigło samolotu nr 8. Odnośne skrzydła obu samolotów zostały silnie uszkodzone (około 6 do 10 stóp) i oba samoloty runęły w dół, spadając na ziemię w odległości około 15 m od siebie. Wypadek zdarzył się o godz. 21.52 przy dobrej widoczności i bardzo spokojnej pogodzie (siła wiatru około 6 mil/godz.)”.
W wypadku zginęło 2 oficerów i 24 szeregowych oraz 8 członków amerykańskiego personelu latającego (5 oficerów i 3 szeregowych). Uratował się przy pomocy spadochronu tylko jeden członek personelu latającego (radiotelegrafista). Obie załogi C-47 należały do 309 Eskadry Transportowej (ang. 309th Troop Carrier Squadron), która wchodziła w skład 315 Grupy Transportowej (ang. 315th Troop Carrier Group) należącej do 52 Skrzydła Transportowego (ang. 52d Troop Carrier Wing) IX Dowództwa Transportowego (ang. IX Troop Carrier Command). Żołnierze 8 kompanii zostali pochowani w środę 12 lipca 1944 roku na cmentarzu w Newark-on-Trent.
Lista ofiar wypadku w Tinwell :
- por. Rudolf Bugielski
- sierż. pchor. Bronisław Szymoński
- plut. pchor. Eryk Zieliński
- plut. Mieczysław Gorczyński
- kpr. Bronisław Machoń
- strz. Józef Podolski
- st. strz. Kazimierz Kania
- kpr. Jan Piwowarczyk
- st. strz. Eugeniusz Sokolski
- kpr. Józef Plizga
- strz. Michał Bojakowski
- st. strz. Leonard Harasimowicz
- strz. Bronisław Siekierko
- ppor. Stanisław Trybus
- plut. Stanisław Jaworski
- st. strz. Marian Kadej
- strz. Jan Wierzbicki
- strz. Franciszek Górski
- strz. Stanisław Dobrowolski
- strz. Tadeusz Białoskórski
- strz. Jakub Jaremczuk
- st. strz. Teofil Korzonkiewicz
- strz. Stanisław Biryło
- strz. Jan Sikora
- strz. Michał Mazur
- strz. Antoni Adynkiewicz
- por. (1st Lt.) James G. Leonaard (pilot)
- F/O Charles S. Johnson (2 pilot)
- ppor. (2nd. Lt.) Richard M. Vendetta (nawigator)
- st. sierż. (T/Sgt.) Bert A. Saling (technik)
- ppor. (2nd Lt.) Leo L. Byrne (pilot)
- ppor. (2nd Lt.) Paris D. Bray (2 pilot)
- st. sierż. (T/Sgt.) Richard G. Hoyt (technik)
- sierż. szt. (S/Sgt.) Jack Dozier (radiooperator)

## Spór o przeznaczenie brygady

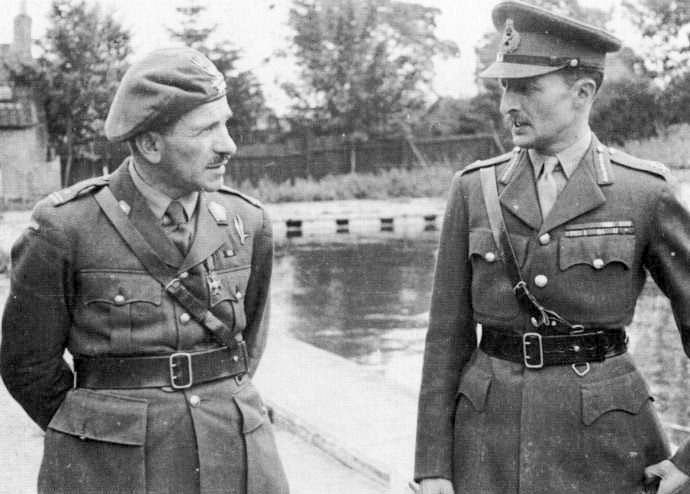
Gen. Sosabowski (z lewej) z gen. Browningiem

W związku z trudnościami Brytyjczyków w formowaniu własnych jednostek spadochronowych, w roku 1943 zaczęto zabiegać o zmianę przeznaczenia brygady i zgodę na użycie jej na froncie zachodnim. Zainteresowanie brygadą i pozytywną ocenę jej wartości bojowej stwierdził nawet sam gen. Montgomery podczas swojej wizyty w Szkocji w roku 1944.
Brytyjczycy krytycznie odnosili się także do krajowego przeznaczenia brygady, tłumacząc techniczny problem przerzucenia brygady z Wielkiej Brytanii do Polski. Pod koniec 1943 roku płk. dypl. Stanisław Sosabowski udał się w tej sprawie do Stanów Zjednoczonych. Ustalił tam, że amerykańskie samoloty C-47 Dakota są w stanie przewieźć polską brygadę do Warszawy.
Wraz z początkiem 1944 roku rozpoczęto polsko-brytyjskie rozmowy w sprawie przejścia brygady pod dowództwo brytyjskie i 14 marca 1944 roku Rada Ministrów zadecydowała o oddanie brygady do dyspozycji Brytyjczyków. Polskimi warunkami użycia brygady na froncie inwazyjnym było:
- Brygada zostanie użyta do jednego wielkiego działania, ewentualnie kilku małych
- Nie będzie użyta na przyczółku inwazyjnym w pierwszej fazie, tylko w następnej, chyba że zaangażowane byłyby wszystkie siły powietrzne alianckie
- Brygada występować będzie jako samodzielna jednostka sprzymierzona, nie będzie podlegała pod żadną dywizję brytyjską
- Będzie natychmiast wycofana niezależnie od sytuacji, jeżeli przyjdzie chwila jej użycia do Kraju lub gdy straty wyniosą 15%, dopuszczalny procent strat powinien być brany pod uwagę przy wyborze zadania bojowego
- Brygada będzie miała pierwszeństwo w pokryciu strat w ludziach i materiale
- Decyzję o momencie wycofania brygady z frontu w związku z jej przeznaczeniem do Kraju podejmie Wódz Naczelny przy konsultacji z władzami brytyjskimi
- Sir Alan Brooke zapewni transport powietrzny brygady do Kraju, obejmuje to danie samolotów, szybowców i obsługi oraz osłony przelotu.

Takie warunki nie zadowoliły Brytyjczyków i gen. Montgomery odpowiedział, że raczej zrezygnuje z brygady. Jednakże wkrótce po tym Brytyjczycy rozpoczęli naciski o przekazanie brygady na ich warunkach. Na skutek tych nacisków z dniem 6 czerwca 1944 ostatecznie została podporządkowana dowództwu brytyjskiemu, bez zastrzeżeń. Jednocześnie krajowe przeznaczenie brygady nie zostało anulowane.

## Pod rozkazami Brytyjczyków
Brygada z dniem 6 czerwca 1944 ostatecznie została podporządkowana dowództwu brytyjskiemu i weszła w skład 1 Korpusu Powietrznego dowodzonego przez gen. Fredericka Browninga. 3 lipca 1944 rozpoczęto przeniesienie brygady do nowego rejonu zakwaterowania Stamford-Peterborough w środkowej Anglii. Termin pogotowia brygady gen. Browninga określił na 1 sierpnia 1944 roku. W lipcu 1944 roku brygada przeszła intensywne szkolenie na nowym sprzęcie (samoloty C-47 i szybowce CG-4) i pierwsze ćwiczenia w skokach w sile całej brygady. Takie ćwiczenia nie były wcześniej możliwe, ponieważ alianci nie chcieli udostępnić samolotów.
2 sierpnia 1944 roku sformowano 1 Aliancką Armię Powietrznodesantową, w skład której wszedł 1 Korpus Powietrzny z 1 Samodzielną Brygadą Spadochronową. 5 sierpnia 1 SBS przeszła pod dowództwo 1 Brytyjskiej Dywizji Powietrznodesantowej, tracąc część swojej samodzielności.

## Operacja Market Garden

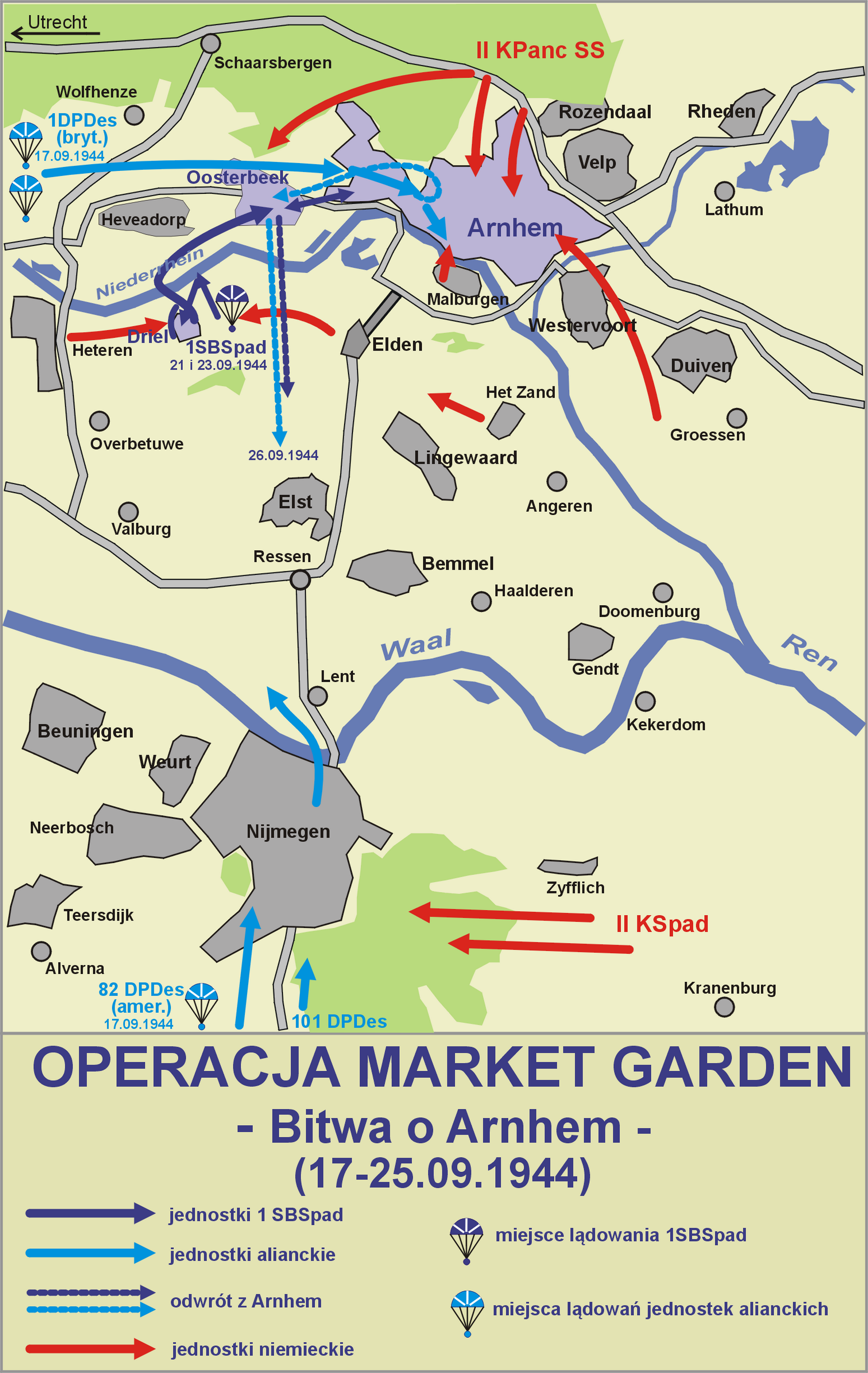
Szkic bitwy o Arnhem

W sierpniu brygada była gotowa do walki. Kiedy 1 sierpnia wybuchło powstanie warszawskie, brygada przygotowywała się do zrzutu nad Polską – ignorowano przyporządkowanie Polski w międzyalianckich uzgodnieniach do radzieckiej strefy operacyjnej, o którym rząd emigracyjny i sztab główny były poinformowane. Mimo próśb gen. Tadeusza „Bora” Komorowskiego i gen. Sosabowskiego (otrzymał awans 15 czerwca 1944) brygada nie została skierowana do kraju, ale wzięła udział w największej operacji powietrznodesantowej II wojny światowej, noszącej kryptonim „Market Garden”. Przez krótki czas w Sztabie Naczelnego Wodza rozpatrywano możliwość wysłania do Warszawy wydzielonej kompanii z 1. SBS, co miało być jedynie symbolicznym wsparciem walczących powstańców, lecz i na to Brytyjczycy nie wyrazili zgody.
12 września 1944 roku odbyła się odprawa 1 Brytyjskiej Dywizji Powietrznodesantowej, gdzie podano zadanie dywizji i polskiej brygady podczas tej operacji: uchwycenie mostów w Arnhem i utworzenie przyczółka dla 30 Korpusu. Pisemnie potwierdzenie otrzymano 16 września. Początek operacji wyznaczono na 17 września. Przerzut 1 Brytyjskiej Dywizji Powietrznodesantowej oraz 1 Samodzielnej Brygady Spadochronowej miał się odbyć w trzech przelotach po jednym każdego dnia. W drugim dniu (tj. 18 września) miał się odbyć I rzut szybowcowy 1. SBS (10 szybowców przewożących: baterię przeciwpancerną, ciężki sprzęt saperski i część dowództwa brygady), a w dniu trzecim (tj. 19 września) II rzut szybowcowy (35 szybowców przewożących: reszta dywizjonu przeciwpancernego i reszta dowództwa brygady) i rzut spadochronowy. Rzuty szybowcowe 1. SBS, jak i rzut 1 Brytyjskiej Dywizji Powietrznodesantowej miały się odbyć na północnym brzegu Dolnego Renu w rejonie Heelsum, zaś rzut spadochronowy na południowym brzegu, w rejonie Elden. Zrzutowisko miało być ubezpieczone przez 1 Brytyjską Brygadę Spadochronową. Zadaniem brygady było objęcie wschodnią część przyczółka mostowego na północnym brzegu Renu w Arnhem. Za mała liczba szybowców przeznaczonych dla brygady spowodowała, iż dywizjon artylerii miał być przerzucony dopiero rzutem morskim.
18 września I rzut szybowcowy wyleciał zgodnie z planem, na ziemi znalazło się 31 żołnierzy 1. SBS (artylerzyści i część oddziału łącznikowego, 7 kolejnych Polaków wylądowało dzień wcześniej) i 7 armat przeciwpancernych, które rozlokowano wokół hotelu Hartenstein pod Oosterbeek.
19 września z lotnisk Down Ampney i Tarrent-Rushton wystartował II rzut szybowcowy, który nie miał tyle szczęścia co I rzut. Lądujące szybowce były atakowane przez niemieckie samoloty oraz artylerię przeciwlotniczą, na ziemi lądowisko „L” znajdowało się pod silnym ostrzałem moździerzy i broni maszynowej, dodatkowo do natarcia ruszyła niemiecka piechota wypierając brytyjskie oddziały osłonowe. Straty były bardzo duże, z 8 armat zdołano uratować tylko 3. Z 87 lądujących Polaków 5 zginęło, a 11 zostało rannych. Dodatkowo z powodu mgły wstrzymano start rzutu spadochronowego (trzykrotnie załadowywano żołnierzy do samolotów). 20 września dowództwo zmieniło rejon zrzutu polskiej brygady na okolice Driel. Dotarły także wieści o trudnym położeniu 1 Dywizji Powietrznodesantowej.
Zrzut pod Driel odbył się 21 września około godz. 17. Nie obyło się bez problemów. Ze 114 samolotów, tylko 72 wykonało zrzut, 41 Dakot zawrócono do Anglii, a 1 z powodu awarii dokonała zrzutu nad Belgią, co spowodowało, że na ziemi znalazło się 991 żołnierzy z 1549 planowanych, brakowało niemal całego 1. batalionu oraz dużej części 3. batalionu (wystartowali oni dopiero 23 września i zostali zrzuceni w rejonie Grave, skąd przewieziono ich do Nijmegen, a pieszo dotarli do Driel wieczorem 24 września). Lądujący Polacy dostali się pod ostrzał niemieckich karabinów maszynowych i moździerzy, na ziemi doszło do starć z Niemcami. Straty wynosiły 5 zabitych i 25 rannych, wzięto do niewoli 11 Niemców.
Po zrzucie Brygada pomaszerowała do rejonu planowanej przeprawy przez Ren. Po drodze okazało się, że prom którym miała się odbyć przeprawa został zniszczony przez Niemców w nocy z 20 na 21 września, a brzeg po przeciwnej stronie w rejonie przeprawy jest obsadzony przez nieprzyjaciela. Około godz. 22.30 do gen. Sosabowskiego przybył kpt. Zwolański, oficer łącznikowy brygady, który skakał wraz z Brytyjczykami – przeprawił się on wpław przez Ren. Przekazał on informacje o ciężkim położeniu brytyjskiej 1. DPD i rozkaz gen. Urquharta nakazujący przeprawę przez rzekę. Brygada miała otrzymać zbudowane przez Brytyjczyków tratwy. Natarciem dywizja miała też oczyścić kawałek północnego brzegu w celu umożliwienia przeprawy brygady. Po złożeniu meldunku kpt. Zwolański powrócił do dywizji. Brygada czekała na tratwy całą noc, jednakże one nie przybyły. Wobec braku własnych środków przeprawowych, około godz. 3 nad ranem gen. Sosabowski podjął decyzję, aby wycofać się do Driel i zorganizować tam obronę okrężną. 3. batalion pozostał na miejscu przeprawy, gdzie w razie dostarczenia tratw miał się przeprawić. Na tratwy batalion miał czekać do godz. 4, jeśli by one nie przybyły miał dołączyć do reszty brygady co też się stało.
22 września pokazały się lekkie czołgi brytyjskie z XXX Korpusu. Był to pluton rozpoznawczy z 2. Pułku Household Cavalry. Kilkanaście minut później rozpoczęło się niemieckie natarcie wsparte ogniem artylerii i samochodami pancernymi, które zepchnęło polskie placówki na główną linię obrony, stracono kilku zabitych i jeden moździerz. Na sugestie, by brytyjskie wozy włączyły się do walki, ich dowódca odmówił, tłumacząc, iż jego czołgi służą do zwiadu, a nie do walki, jednak po ostrej reprymendzie gen. Sosabowskiego zmienił zdanie. Generał osobiście poprowadził Brytyjczyków na najbardziej zagrożony południowo-zachodni odcinek obrony. W końcu z dużymi stratami (zginęło m.in. dwóch czołgistów brytyjskich), Niemców odparto. Tego samego dnia ok. 14 u generała Sosabowskiego zjawił się pułkownik Mackenzie, szef sztabu 1. DPD z prośbą od generała Urquharta, aby w ciągu nocy przeprawić jak największą liczbę żołnierzy – 1. Dywizja była w rozpaczliwej sytuacji. Jednymi środkami przeprawowymi, którymi dysponowały brytyjska dywizja i polska brygada było 6 dwu- i czteroosobowych łodzi gumowych (dinghies). W ciągu nocy pod ciężkim ogniem nieprzyjaciela udało się przeprawić tylko 52 żołnierzy z 8 kompanii 3. batalionu. Stracono też wszystkie łodzie. W międzyczasie do polskich pozycji przebił się 5. batalion 43. Dywizji Piechoty „Wessex”. Obiecano dostarczyć łodzie dla brygady oraz wsparcie przeprawy ogniem artylerii XXX Korpusu. Przeprawa rozpoczęła się 24 września ok. godz. 2.45 i trwała do 5 rano, cały czas pod ogniem niemieckim, gdy z 16 łodzi zostały tylko 3. Na drugi brzeg przeprawiło się 153 Polaków, którzy od razu weszli do walki. Tego dnia przybył gen. Horrocks, polska brygada została podporządkowana 43. Dywizji oraz zaplanowano kolejną przeprawę, podczas której jednocześnie w dwóch miejscach mieli przeprawiać się Polacy z 2. batalionu i Brytyjczycy z 4. batalionu „Dorset” 43. DP. Jednak z uwagi na brak środków przeprawowych przeprawiła się tylko część brytyjskiego batalionu „Dorset” – ok. 350 żołnierzy.
25 września podjęto decyzję o wycofaniu oddziałów 1. brytyjskiej Dywizji Powietrznodesantowej i 1. Samodzielnej Brygady Spadochronowej na południowy brzeg Renu. Odbyło się to w nocy z 25 na 26 września. Ewakuowano 2163 żołnierzy, w tym 160 Polaków. Oddziały wymienionych jednostek skierowano do Nijmegen. Zginęło 93 żołnierzy 1. SBS, a 249 zostało rannych, ponadto część żołnierzy dostała się do niewoli (ok. 80, w tym dwie trzecie rannych). Straty brygady sięgały 23% stanu wyjściowego.
Po dotarciu do Nijmegen rozkazem gen. Browninga brygadę przetransportowano transportem samochodowym do rejonu Ravenstein – Herpen – Neerloon nad Mozą i podporządkowano 157. Brygadzie (należącej do 52. Dywizji), z zadaniem ochrony lotniska i mostów, ponosząc przy tym dalsze straty. 29 września brygada wróciła pod bezpośrednie rozkazy Brytyjskiego Korpusu Powietrznego, a 7 października brygada została wycofana do Anglii (dotarła tam w dniach 11–12 października).
Z końcem listopada 1944 roku gen. Browning przedstawił wniosek o zmianę dowódcy brygady. Generał Sosabowski opuścił brygadę 26 grudnia 1944 roku.

## Brygada w składzie wojsk okupacyjnych
Na kontynent brygada powróciła w maju 1945, ale bez usuniętego pod naciskiem brytyjskim gen. Sosabowskiego. U boku 1 Dywizji Pancernej gen. Maczka pełniła służbę jako jednostka okupacyjna w brytyjskiej strefie na terenie Niemiec. W roku 1947 brygada została sprowadzona do Wielkiej Brytanii i tam 18 lipca 1947 roku rozwiązana.

## Wyposażenie i uzbrojenie

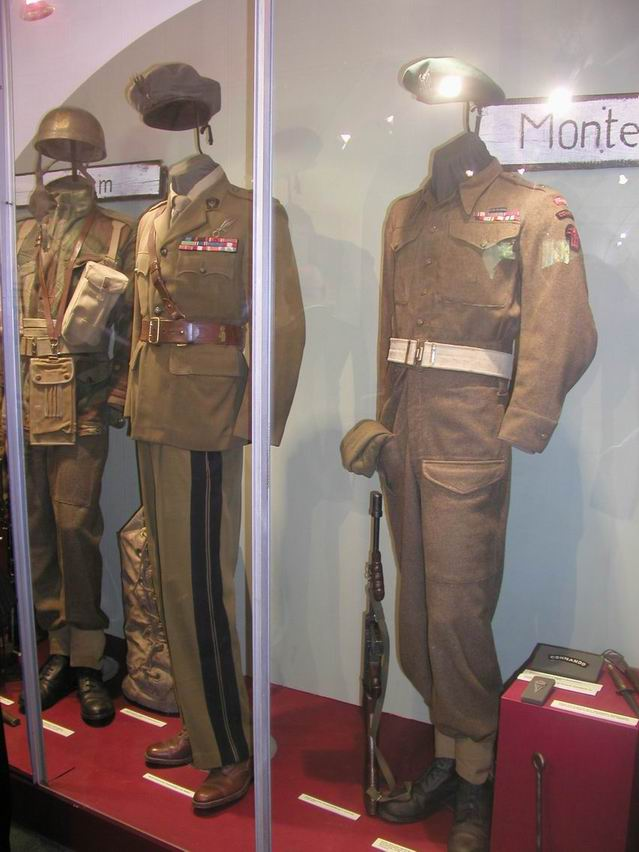
Umundurowanie 1 SBS. Od lewej: bojowe, polowe oraz garnizonowe

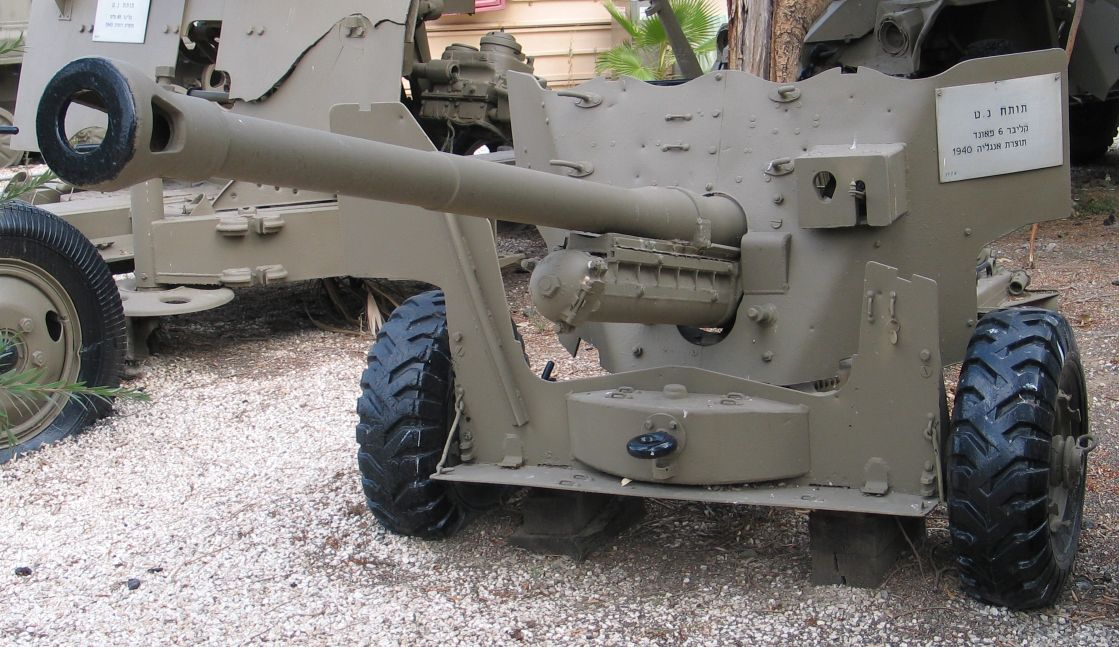
6-funtowa armata ppanc

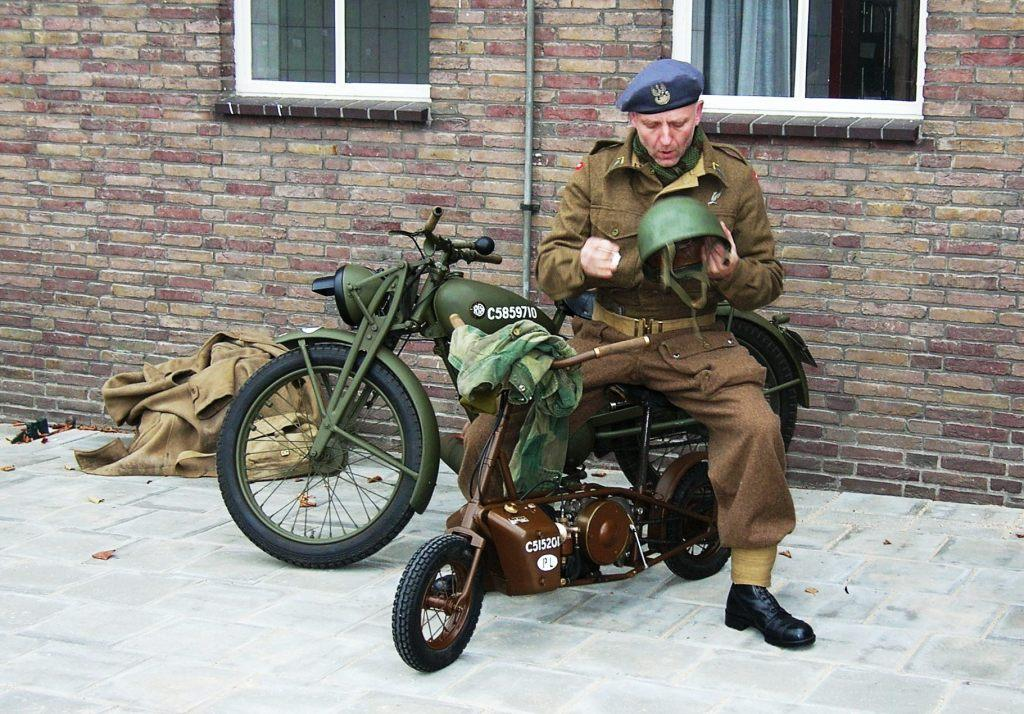
Członek grupy rekonstrukcyjnej 1 SBS i motocykl Excelsior Welbike

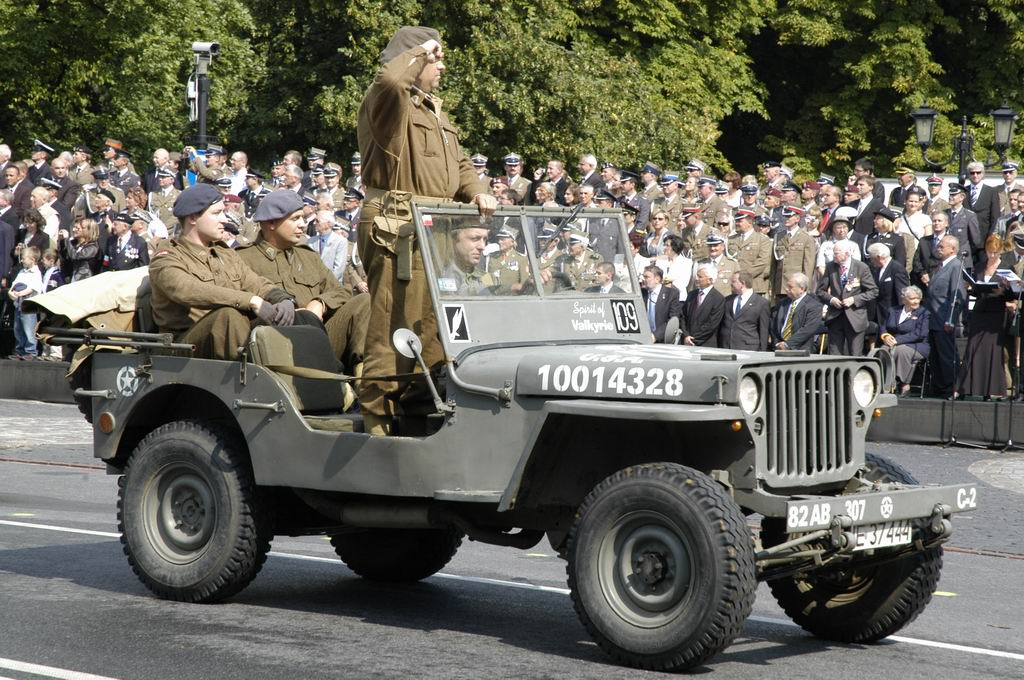
Jeep w malowaniu Kwatery Głównej 1 SBS (grupa rekonstrukcyjna). Warszawa, 15 sierpnia 2008 roku

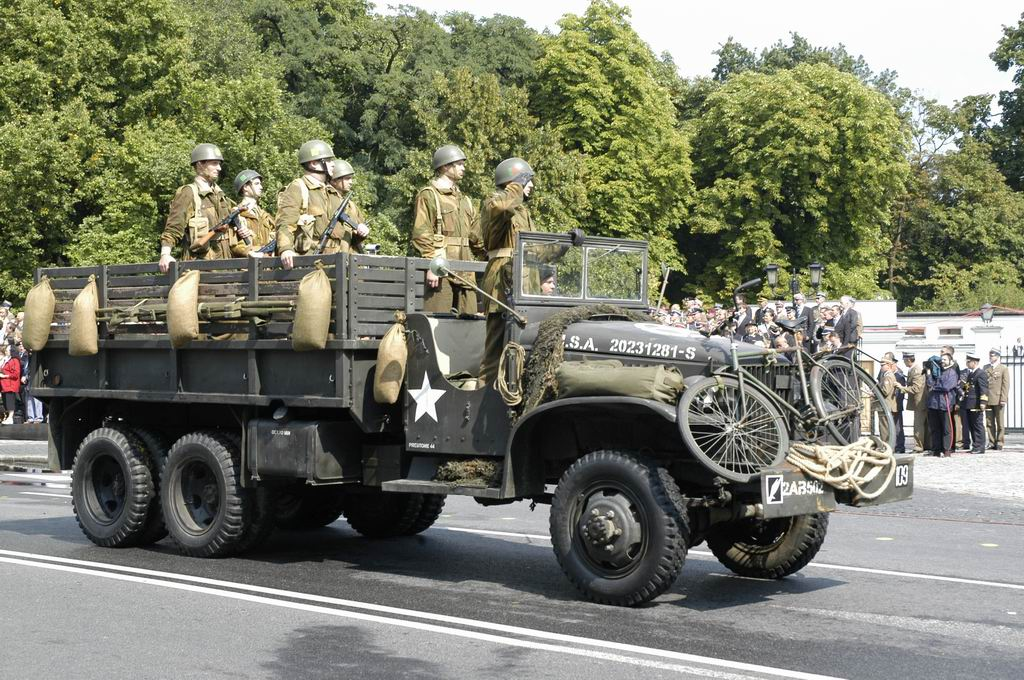
Ciężarówka GMC CCKW w malowaniu Kwatery Głównej 1 SBS (grupa rekonstrukcyjna). Warszawa, 15 sierpnia 2008 roku

### Umundurowanie
Żołnierze brygady nosili standardowe brytyjskie mundury polowe Battle Dress z polskimi insygniami (zarówno jako mundur polowy, jak i garnizonowy). W brygadzie używano dwóch podstawowych typów munduru Battle Dress: Patern 37 (kryte guziki) i Patern 40 (odkryte guziki). Bluzy obu typów posiadały dwie kieszenie naszyte na klatce piersiowej. Spodnie posiadały pięć kieszeni: dwie wewnętrzne po bokach, jedną na opatrunek osobisty, jedną cargo na lewym udzie oraz jedną tylną nad prawym pośladkiem. Do spodni etatowo stosowano szelki koloru białego. Czasem stosowano, także paski lub szelki cywilne. Przed operacją Market Garden spadochroniarze otrzymali specjalne spodnie spadochronowe, różniące się od tradycyjnej wersji większą kieszenią cargo – mogła ona pomieścić paczkę materiału wybuchowego lub minę przeciwpancerną No 75 Hawkons. Do spodni polowych battle dress noszono spinacze. Do munduru stosowano dwa rodzaje koszul. Pierwszym była koszula flanelowa wkładana przez głowę w kolorze khaki z odpinanym kołnierzykiem. Drugim rodzajem były koszule wzoru amerykańskiego, stosowana przez oficerów. Szyto ją z cienkiej wełny. Do koszul noszono krawaty o różnym kształcie.
W okresie jesienno-zimowym i wiosennym pod mundurem battle dress noszono wełniany sweter koloru khaki. Ponadto często noszono także skórzane serdaki (zwłaszcza gońcy motocyklowi i kierowcy samochodów).
W latach 1941–1943 na czas skoku na zwykłe umundurowanie polowe nakładano specjalne oliwkowe kombinezony, które miały osłonić oporządzenie, tak aby nie zaplątało się podczas skoku w linki spadochronu. Regulamin przewidywał zdjęcie kombinezonów zaraz po wylądowaniu. Takie rozwiązanie zaczerpnięto ze wzorów niemieckich. Z kombinezonów zrezygnowano już w roku 1942 na rzecz brytyjskich kurtek spadochronowych Denison Smock. Były to kurtki wykonane z brezentu i zapinane na zamek błyskawiczny. Na materiale nanoszono nieregularne plamy maskujące.
Podstawowym nakryciem głowy, kiedy nie obowiązywało noszenie hełmów były berety popielatostalowe (początkowo jasnoniebieskie).

### Oporządzenie
1 Samodzielna Brygada Spadochronowa używała kilku rodzajów hełmów. W czasie szkolenia obowiązywały hełmy treningowe (gąbczaste lub kauczukowe), które chroniły głowę przed urazami podczas skoków szkolnych i treningowych. Jako hełmy bojowe początkowo stosowano m.in. francuskie czołgowe M1935 oraz brytyjskie Mk. II. Ostatecznie hełmy ujednolicono i przepisowym hełmem stał się brytyjski hełm spadochroniarski AT Mk II. Na hełmach nanoszono znak polskiego orła wojskowego farbą białą (od 1942 żółtą).
Oporządzenie żołnierzy 1 Samodzielnej Brygady Spadochronowej składało się z pasa głównego, szelek oraz ładownic piersiowych. Oporządzenie wykonywano z grubej, piaskowej juty. Pas główny noszony był przez wszystkich żołnierzy do umundurowania polowego. Występował on w trzech rozmiarach (small – 118 cm, medium – 127 cm, long – 142 cm) i posiadał mosiężną klamrę. Do pasa używano szelek występujących w dwóch rozmiarach: 110 cm i 150 cm. Do pasa z szelkami stosowano różne rodzaje ładownic, najczęściej używano ładownic uniwersalnych. Jedna taka, ładownica mieściła:
- 100 sztuk nabojów do karabinu Lee Enfield lub
- 6 magazynków do pistoletu maszynowego Sten lub
- 2 pociski do moździerza M2 lub
- 2 magazynki do karabinu maszynowego Bren lub
- 1 magazynek do kb ppanc Boys lub
- 4 granaty ręczne[15].

Oprócz tego stosowano specjalne ładownice na magazynki do stena (każda mieściła 3 magazynki) oraz ładownice dostosowane do przenoszenia magazynków do km Bren. Ponadto dodatkową amunicję przenoszono w bandolierach.

### Uzbrojenie
Podstawowym uzbrojeniem żołnierzy 1 SBS były brytyjskie pistolety maszynowe Sten. Inną bronią indywidualną były karabiny Lee-Enfield Mk 4 (również w wersji dla strzelców wyborowych z celownikiem optycznym No 4 Mk1 lt). Podczas szkolenia w niewielkiej liczbie używano także pistoletów maszynowych Thompson. Oficerowie i podoficerowie (od dowódcy drużyny) posiadali broń krótką: pistolety Colt M1911 lub Browning HP, a także rewolwery Webley Mk.III. 1 SBS używano noży Fairbairn-Sykes, granatów woreczkowych (zapalnik w woreczku, do którego wkładano materiał wybuchowy według potrzeby) i granatów ręcznych No. 36M.
Broń wsparcia drużyny stanowiły karabiny maszynowe Bren. Główną bronią przeciwpancerną (na szczeblu plutonu) były granatniki PIAT.
Ze względu na swoje pierwotne przeznaczenie żołnierze brygady byli również przeszkoleni w zakresie obsługi broni niemieckiej oraz przedwojennej broni polskiej będącej na wyposażeniu partyzantów w Ojczyźnie.
Brygada w swoim składzie posiadała jeden dywizjon artylerii lekkiej oraz jeden dywizjon artylerii przeciwpancernej. Dywizjon artylerii dysponował 8 amerykańskimi haubicami górskimi kal. 75 mm. Działa można było transportować szybowcem, lub rozłożone na dziesięć części zrzucać na spadochronach z samolotów transportowych. Aby ułatwić znajdowanie poszczególnych części łączono je linką. Dywizjon artylerii przeciwpancernej wyposażony był w armaty 6-funtowe. Docelowo miało być ich 16 (4 baterie po 4 działa), ale z powodu braków personalnych było ich tylko 15 (3 baterie po 5 dział). Armaty 6-funtowe transportowane były wyłącznie za pomocą szybowców.

### Pojazdy
Brygada dysponowała wieloma środkami transportowymi. Ciężarówki (m.in. Bedford, GMC, Peugeot) i ciągniki artyleryjskie nie były transportowane drogą powietrzną, lecz miały dotrzeć rzutem naziemnym (lub morskim) w późniejszymi czasie. Środkami transportowymi, dostarczanymi w rzucie powietrznym były jeepy (transportowane szybowcami) oraz wszelakie motorynki i motocykle (m.in. Excelsior Welbike zrzucane na spadochronie w zasobnikach).

## Obsada personalna brygady
Dowódcy brygady

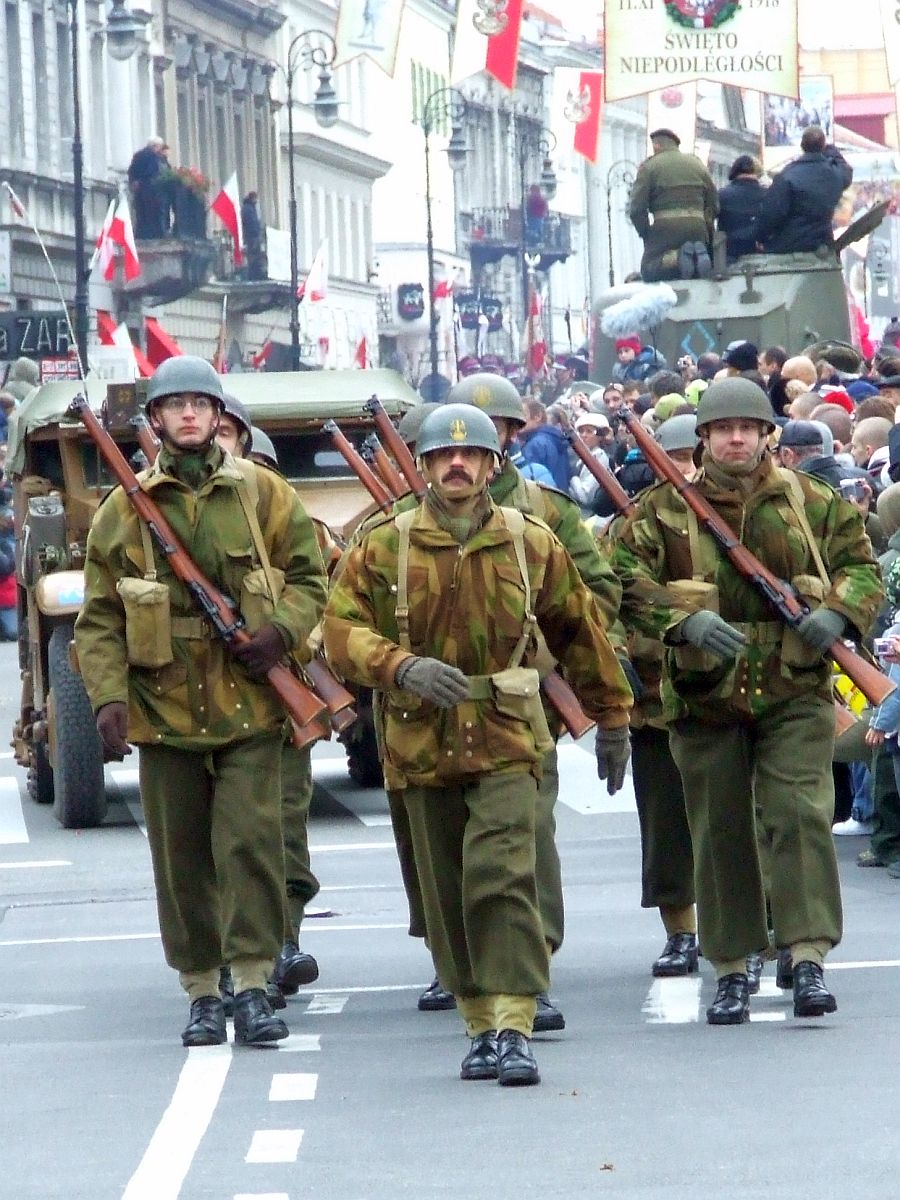
Grupa, która rekonstruuje 1 SBS, obchody Święta Niepodległości w Warszawie, 2007

- gen. bryg. Stanisław Sosabowski (kwiecień 1940 – 9 grudnia 1944)
- ppłk dypl. Stanisław Jachnik (9 grudnia 1944 – 14 marca 1945)
- płk Jan Olimpiusz Kamiński (29 marca 1945 – 6 kwietnia 1945)
- ppłk Antoni Rawicz-Szczerbo[20] (13 kwietnia 1945 – do rozwiązania)

Zastępcy dowódcy
- płk dypl. Roman Saloni (23 lipca 1940 – 28 lutego 1943)
- płk Jan Olimpiusz Kamiński (28 lutego 1943 – 15 marca 1944)
- mjr dypl. Stanisław Jachnik (16 III – XII 1944)
- mjr dypl. Marian Tonn (26 grudnia 1944 – do rozwiązania)

Szefowie sztabu
- płk dypl. Wincenty Sobociński (23 lipca 1940 – sierpień 1942)
- mjr dypl. Stanisław Jachnik (VIII 1942 – 15 III 1944)
- mjr dypl. Ryszard Małaszkiewicz (15 X 1943 – 29 XII 1944[21])
- kpt. dypl. Włodzimierz Kasprowicz (29 XII 1944 – do rozwiązania)

Dowódca I batalionu:
- ppłk Marian Wieroński (wrzesień 1941 – ?)
- ppłk dr Zdzisław Szydłowski (marzec 1943 – marzec 1944)[b]
- mjr Marian Tonn (marzec 1944 – ?)
- kpt. Marian Pobożniak (26 grudnia 1944 – ?)

Dowódca II batalionu:
- ppłk Jan Kamiński (wrzesień 1941 – ?)
- ppłk Karol Complak (marzec 1943 – marzec 1944)[c][23][b]
- mjr Wacław Płoszewski (marzec 1944 – ?)
- mjr Karol Kowalski (26 grudnia 1944 – ?)

Dowódca III batalionu:
- ppłk Roman Odzierzyński (wrzesień 1941 – ?)
- ppłk Aleksander Nowaczyński (marzec 1943 – marzec 1944)[b]
- kpt. Wacław Sobociński (marzec 1944 – ?)
- kpt. Ignacy Gazurek (poległ podczas operacji Market Garden)

Spadochronowy Ośrodek Zapasowy (na prawach batalionu)
- mjr dypl. Ryszard Małaszkiewicz (1 I 1945 – 30 VI 1946[24])

## Organizacja brygady

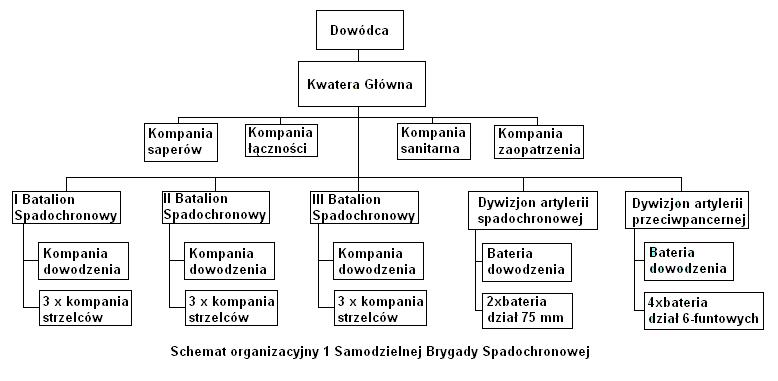
Schemat organizacyjny 1 Samodzielnej Brygady Spadochronowej

- Kwatera Główna 1 Samodzielnej Brygady Spadochronowej
  - dowództwo
  - sztab
  - pluton ochrony sztabu
  - 15 pluton żandarmerii
  - pluton opieki nad żołnierzami
  - pluton administracyjno-gospodarczy
  - pluton samochodowy
  - drużyna wywiadu
  - 10 Sąd Polowy
  - poczta polowa
  - powietrzny park materiałowy

- 1 spadochronowy batalion strzelców
  - kompania dowodzenia
  - 3x kompania strzelców
- 2 spadochronowy batalion strzelców
  - kompania dowodzenia
  - 3x kompania strzelców
- 3 spadochronowy batalion strzelców
  - kompania dowodzenia
  - 3x kompania strzelców
- powietrzny dywizjon artylerii lekkiej
  - bateria dowodzenia
  - 2x bateria dział 75 mm
- powietrzny dywizjon artylerii przeciwpancernej
  - bateria dowodzenia
  - 4 x bateria dział 6-funtowych
- powietrzna kompania sanitarna
- powietrzna kompania saperów
- powietrzny oddział łączności
  - kompania dowodzenia
  - kompania łączności
- powietrzna kompania zaopatrywania
- powietrzna kompania warsztatowa
- dwie powietrzne lekkie czołówki naprawcze
- Spadochronowy Ośrodek Zapasowy (etat w 1945 roku[25])
  - komenda ośrodka z plutonem administracyjnym
  - 3 kompanie strzeleckie
  - kompania saperów

## Symbole brygady

### Sztandar
Pierwszy sztandar (właściwie proporzec) dla 1. SBS był prezentem od 1 Brytyjskiej Dywizji Powietrznodesantowej. Został przywieziony przez gen. Browninga 21 listopada 1942. Jednakże z uwagi na przeznaczenie brygady Sosabowski poprosił o wykonanie sztandaru w Warszawie.
Sztandar poświęcono potajemnie 3 listopada 1943 roku w Kościele Panien Kanoniczek w Warszawie przy ul. Bielańskiej. W składzie pocztu sztandarowego podczas jego poświęcenia byli cichociemni: kpt. Maciej Kalenkiewicz ps. Kotwica, por. Jan Marek ps. Walka oraz ppor. Mieczysław Eckhardt ps. Bocian. Matkami chrzestnymi sztandary były: Maria Kann oraz Zofia Kossak. Poświęcony sztandar dotarł do brygady dopiero 29 kwietnia 1944 roku.
Po wojnie żołnierze brygady, zrzeszeni w Związku Polskich Spadochroniarzy, odbywali coroczne spotkania, organizowane w Instytucie im. gen. Sikorskiego w Londynie w rocznicę sformowania jednostki przy jej sztandarze. Uczestniczył w nich regularnie gen. Sosabowski, który z uwagi na chorobę serca nie przybył na spotkanie 24 września 1967, a nazajutrz zmarł.
Obecnie sztandar eksponowany jest w Instytucie Polskim i Muzeum im. gen. Sikorskiego w Londynie.

### Beret
Beret jako podstawowe nakrycie głowy (do umundurowanie polowego i garnizonowego), kiedy nie obowiązywało noszenie hełmu wprowadzono w roku 1941, rozkazem Naczelnego Wodza. Wcześniej używano furażerek typu angielskiego (choć występowały do końca istnienia brygady). Kolor popielaty wybrano spośród kilku rozważanych (m.in. granatowy i khaki). Jest to kolor nietypowy dla oddziałów spadochronowych. Hipoteza wybrania takiego koloru mówi, że płk. Sosabowski miał sentyment do szarych beretów. Właśnie takie berety wprowadzono doświadczalnie w latach 30. do 21 Pułku Piechoty „Dzieci Warszawy”, którym we wrześniu 1939 roku Sosabowski dowodził.
Projekt zakładał, że beret będzie posiadał chwast, składający się z 28 sznurków symbolizujących liczbę linek spadochronowych. Ostatecznie z chwastu zrezygnowano. Pierwsze wprowadzone berety były barwy jasnoszarobłękitnego (właściwie kolor nieba), prawdopodobnie tłoczone. Kolejne partie były zszywane z kilku elementów, zmieniono także kolor na ciemnoszarokhaki, wcześniejszy okazał się nie praktyczny – łatwo się brudził.
Na beretach noszono oznakę orła wojskowego oraz dystynkcje. Orły występowały w kilku odmianach: tłoczone z blachy, plastikowe i haftowane białą nicią na podkładzie w kolorze beretu (bawełną dla szeregowych i bajorkiem dla oficerów). Plastikowe, ze względu na kruchość materiału cieszyły się małym powodzeniem, stosowano je sporadycznie. Dystynkcje umieszczano pod orłem. Początkowo dystynkcje szeregowych naszywano poziomo, ale od 1941 roku zmieniono sposób noszenia dystynkcji. Wszystkie stopnie naszywano pionowo.

### Oznaki

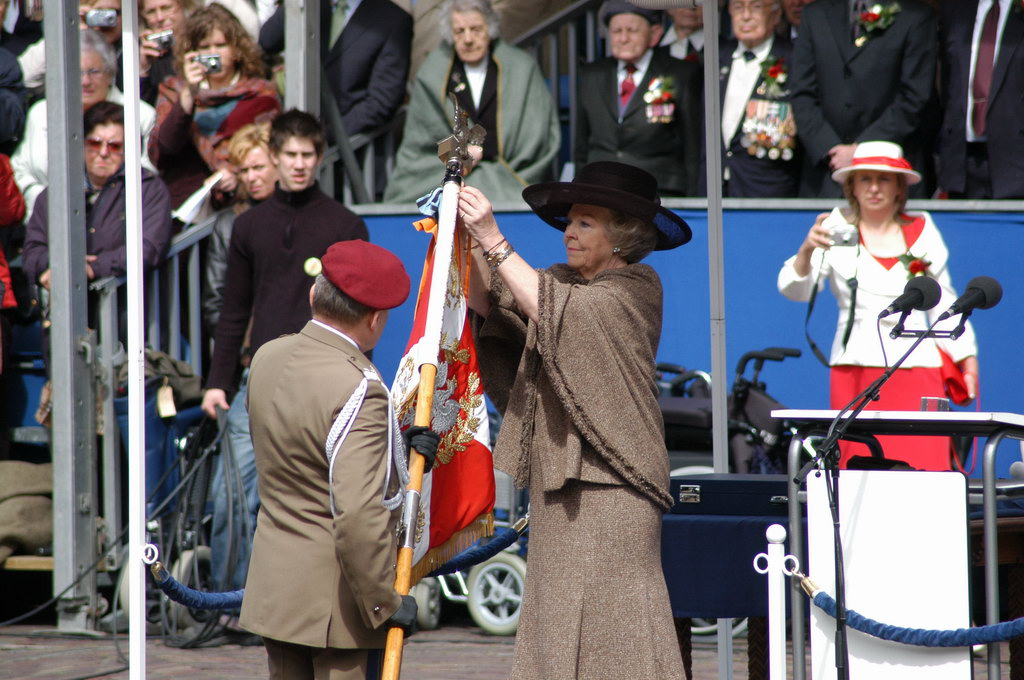
Odznaczenie 6 Brygady Desantowo-Szturmowej Orderem Wojskowym im. Króla Willema I przez królową Holandii

Zgodnie z polskimi tradycjami w PSZ w Wielkiej Brytanii wprowadzono patki na kołnierze w kolorach broni.
Na początku 1942 Naczelny Wódz i Minister Spraw Wojskowych „wprowadził następujące zmiany w umundurowaniu dla oddziałów spadochronowych:
- na kołnierzu kurtki i płaszcza, na wszystkich rodzajach ubiorów – patka kształtów i rozmiarów w myśl Dz. Rozk. MSWojsk. Nr 5/41 zał. nr 4 – koloru popielatego „poster gray” z żółtą wypustką, i wyhaftowaną na niej sylwetką spadochronu – dla oficerów oksydowaną nitką srebrną, dla podoficerów i szeregowców białą bawełną merceryzowaną;
- beret kroju angielskiego barwy patki (popielaty);
- otok na rogatywce koloru patki (popielaty)”[33].

Od lutego 1943 patki były wykonywane z metalu. Podobnego spadochroniarza na patkach nosili, także żołnierze Samodzielnej Kompanii Grenadierów. Patki często wykonywano samodzielnie, co powodowało, że różniły się od siebie, wielkością, kształtem i użytym materiałem.
Podczas tworzenia brygady pojawił się pomysł wprowadzenia dodatkowej naszywki na rękaw, oznaczającą dany rodzaj broni (na wzór brytyjski). Pomysłu jednak nie wprowadzono w życie, projekty naszywek można dziś obejrzeć w Instytucie Polskim i Muzeum im. gen. Sikorskiego w Londynie.

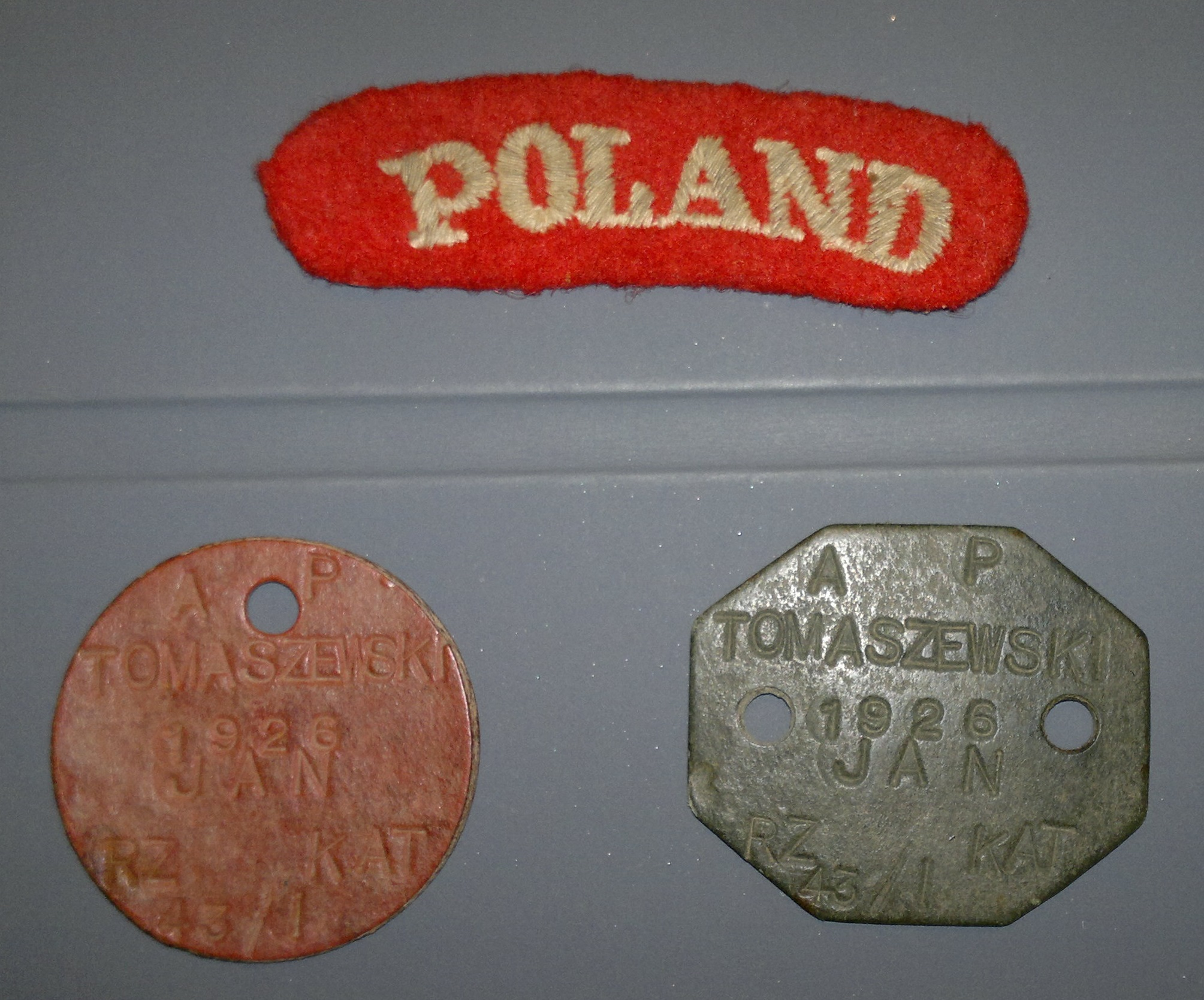

Ponadto znakiem wyróżniającym 1 SBS spośród innych polskich jednostek był ustanowiony zarządzeniem naczelnego wodza z dnia 21 czerwca 1941 roku Znak Spadochronowy (wyróżniono dwie wersje: bojową i zwykłą). Prawo jego noszenia mieli przeszkoleni żołnierze spadochronowi oraz obcokrajowcy przeszkoleni przez Polaków. Dla żołnierzy brygady, którzy byli przerzucani na pole walki za pomocą szybowców przewidziano analogiczny Bojowy Znak Szybowcowy.

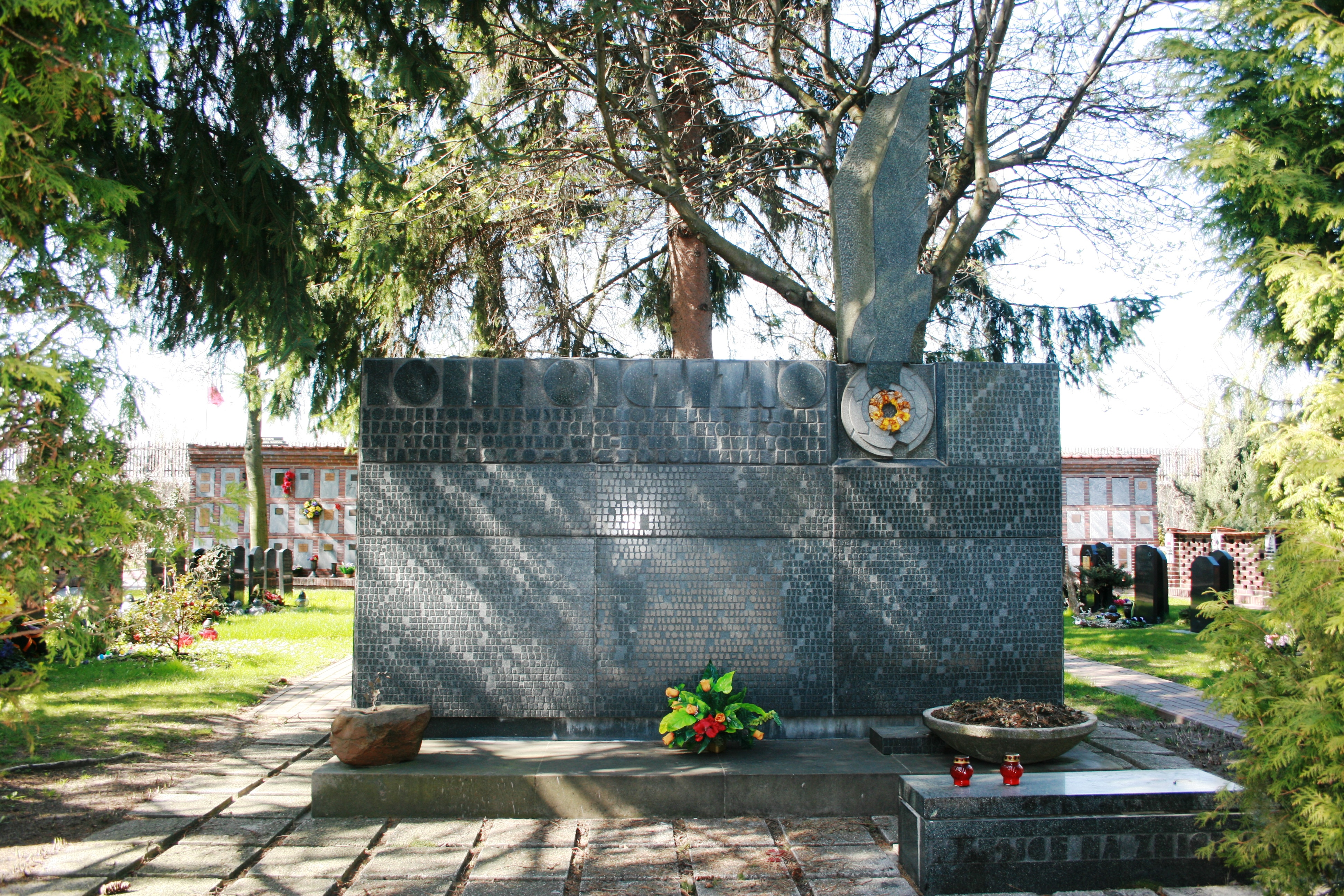
Pomnik żołnierzy 1 Samodzielnej Brygady Spadochronowej na wojskowym cmentarzu na Powązkach w Warszawie

Każdy z żołnierzy posiadał nieśmiertelnik zawierający oznaczenia: AP (armia polska), nazwisko, rok urodzenia, imię, wyznania (np. rzymskokatolickie RZ KAT), numer jednostki i numer komendy uzupełnień.

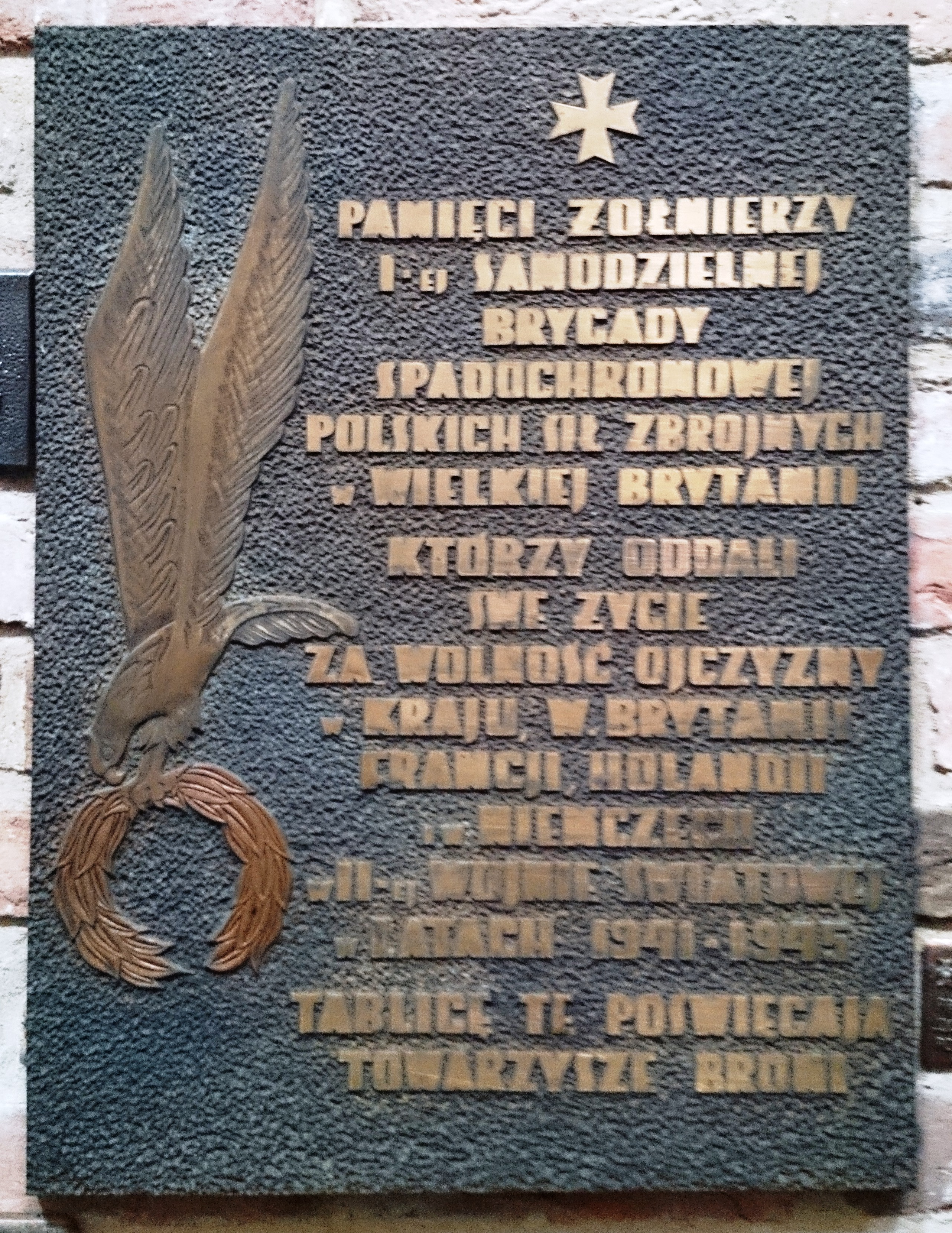
Tablica poświęcona żołnierzom 1 Samodzielnej Brygady Spadochronowej w kościele św. Marcina w Warszawie

### Znaki na pojazdach
Był nim biały orzeł na tle czarnego prostokąta lub malowany bezpośrednio na pojeździe. Poza tym stosowano też kolorowe kwadraty:

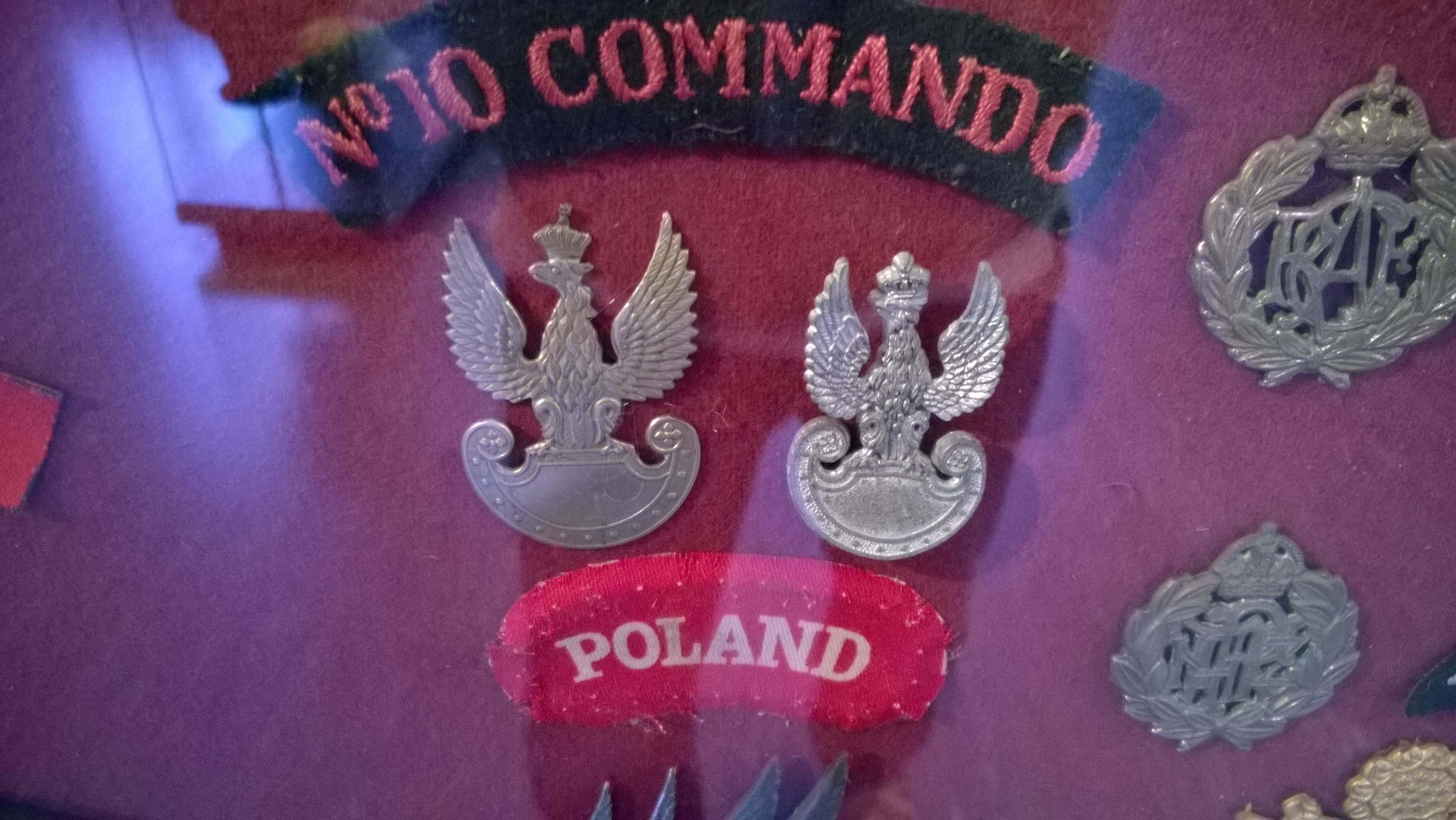

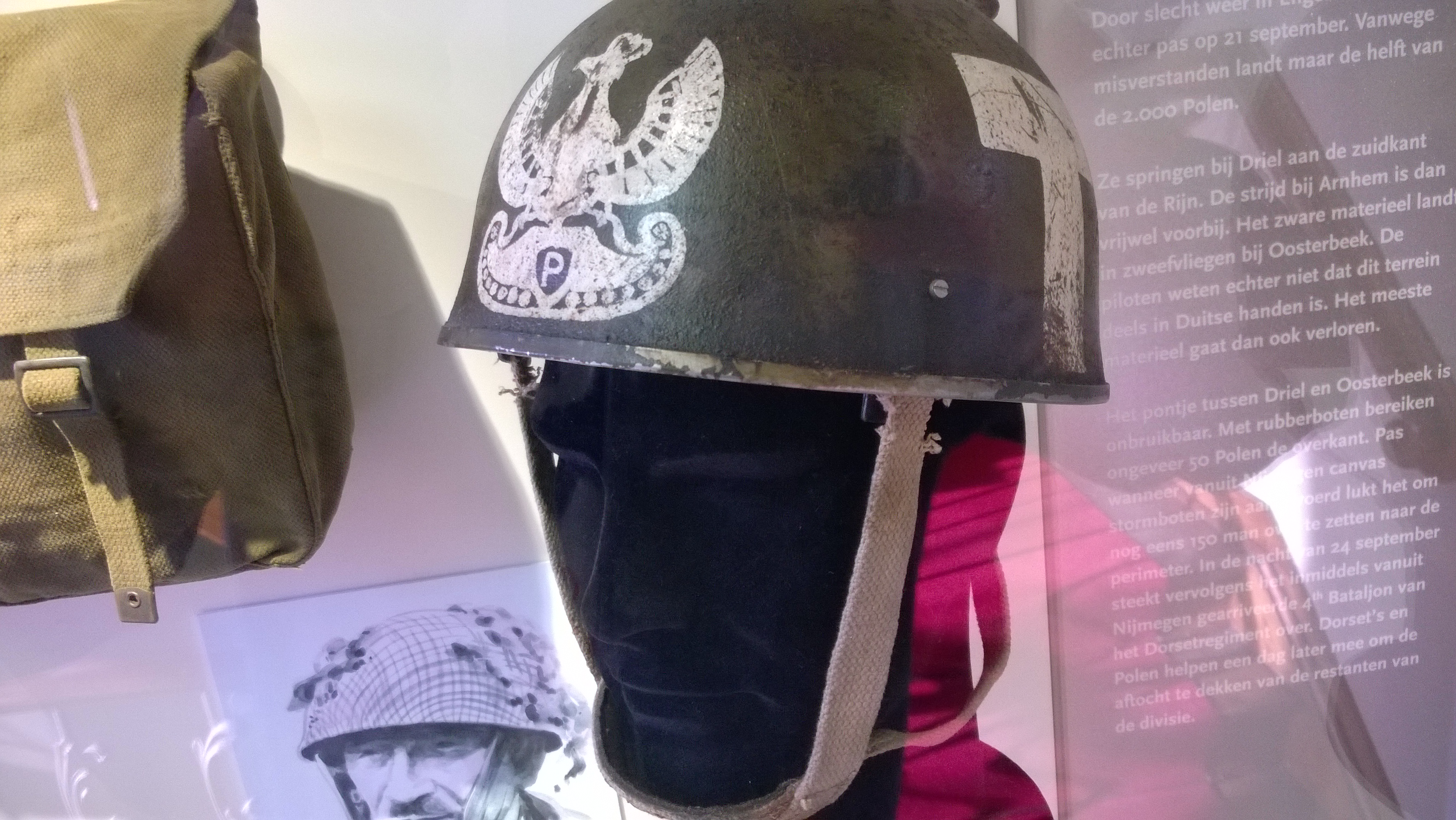
hełm gen. Sosabowskiego

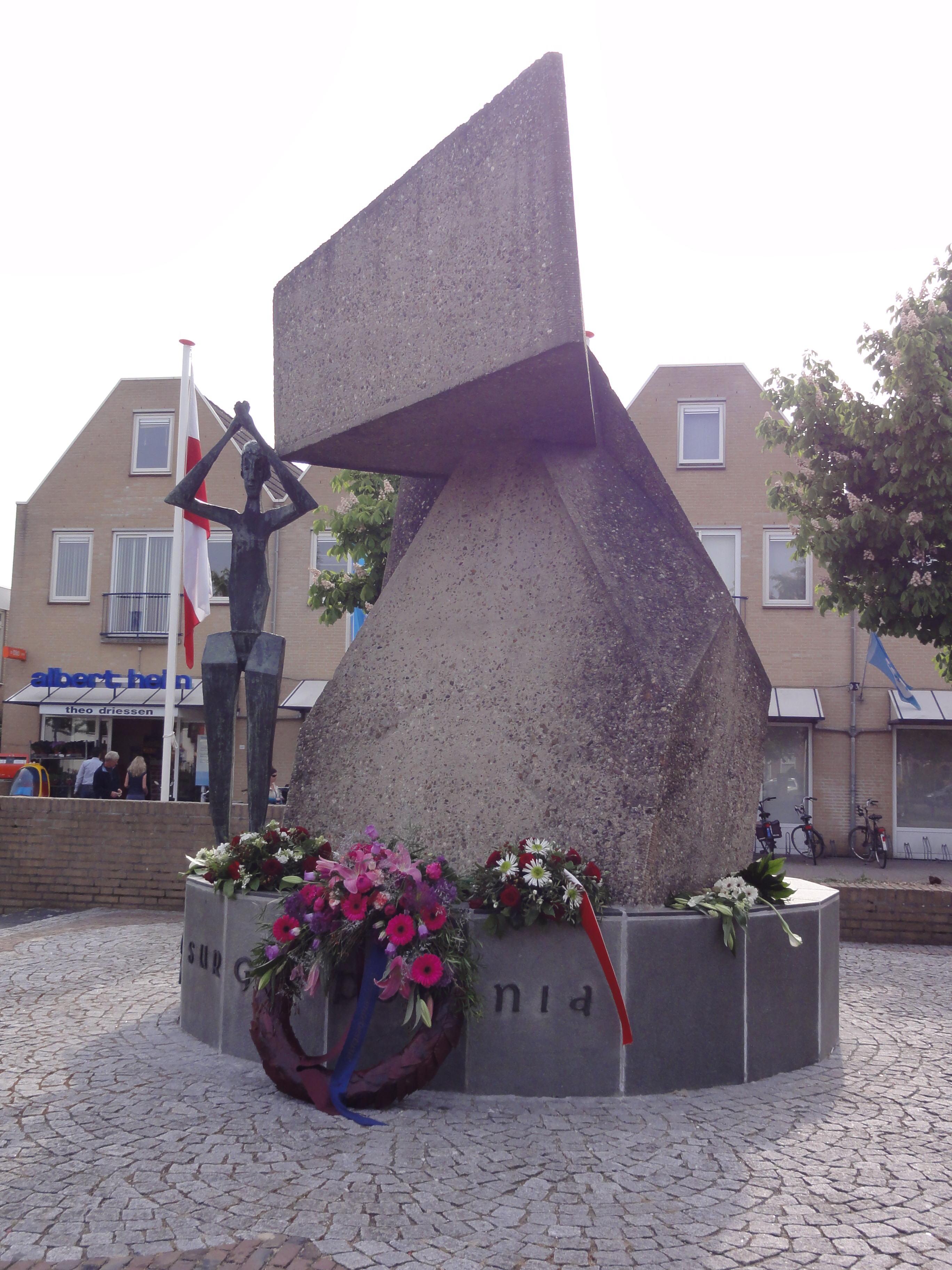
Pomnik upamiętniający 1 Samodzielną Brygadę Spadochronową w Driel w Holandii z napisem Surge Polonia

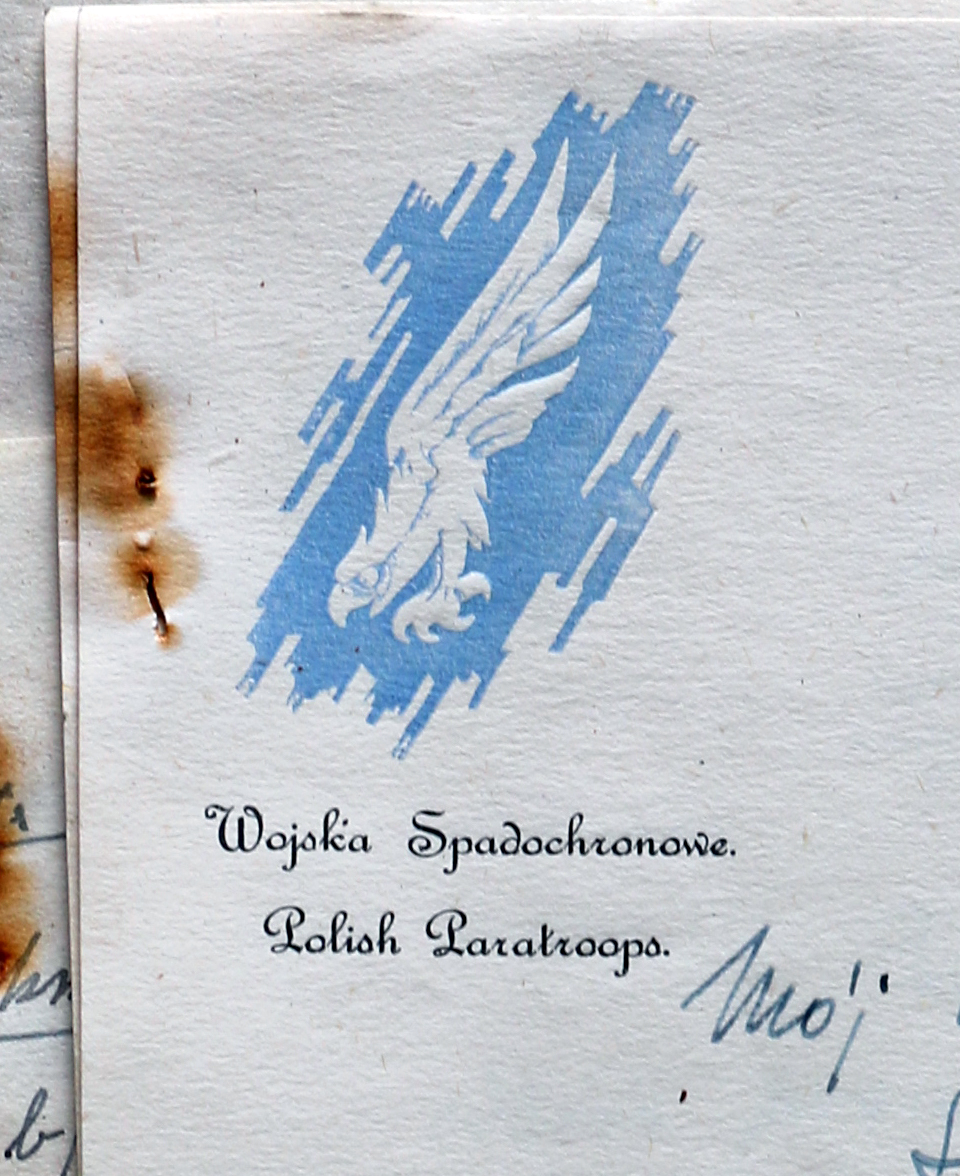
Papier listowy oficera-spadochroniarza, 1943 r.

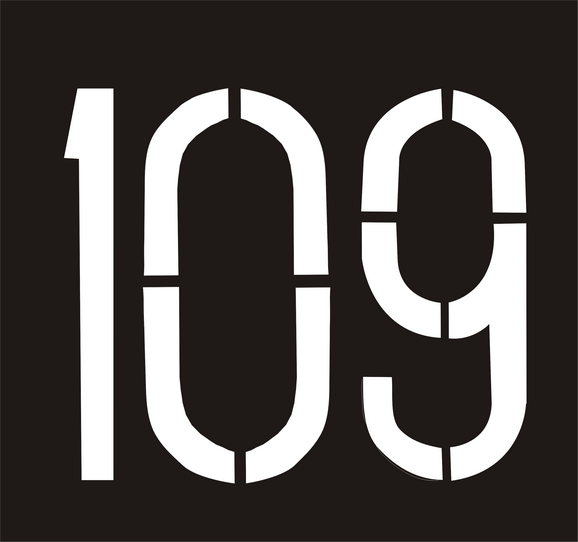
Kwatera Główna
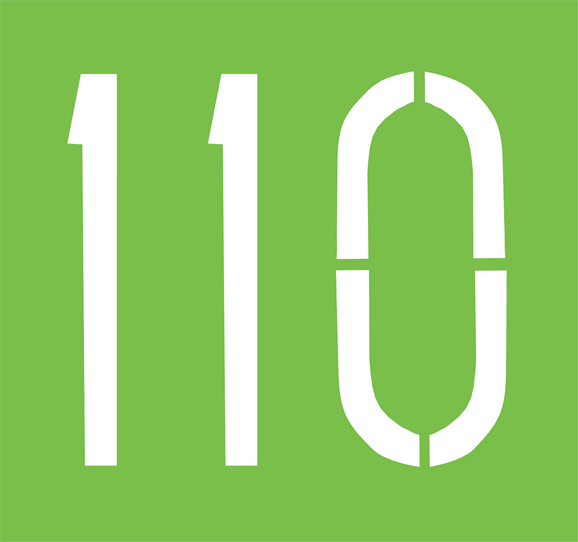
1 batalion
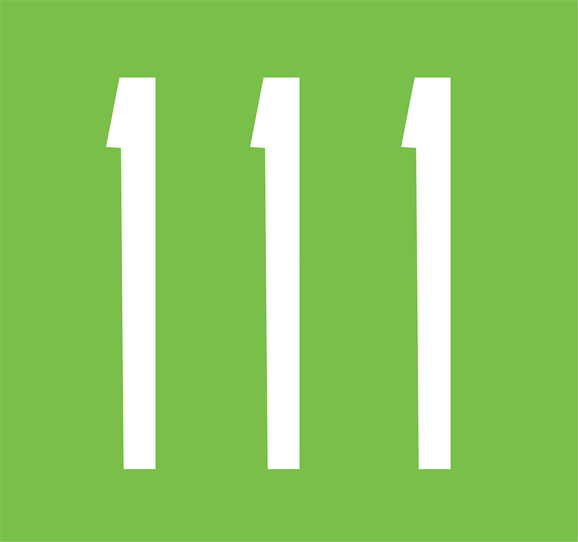
2 batalion
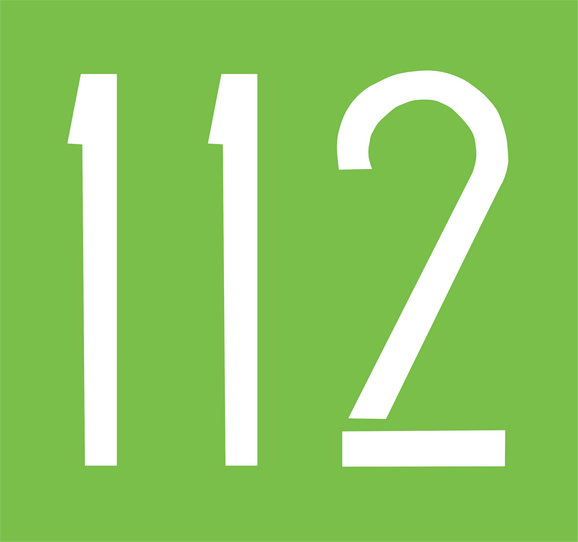
3 batalion

## Upamiętnienie
Na warszawskim wojskowym cmentarzu na Powązkach utworzono kwaterę żołnierzy walczących w 1 Samodzielnej Brygadzie Spadochronowej. W kwaterze tej stoi pomnik poświęcony żołnierzom tej Brygady.
W kościele św. Marcina w Warszawie odsłonięto tablicę poświęconą żołnierzom 1 Samodzielnej Brygady Spadochronowej, którzy polegli za wolność Ojczyzny w kraju, Wielkiej Brytanii, Francji, Holandii i w Niemczech.
31 maja 2006 w Hadze królowa Beatrycze odznaczyła 6 Brygadę Desantowo-Szturmową, która dziedziczy tradycję 1 Samodzielnej Brygady Spadochronowej Krzyżem Kawalerskim Orderu Wojskowego Wilhelma, najwyższym holenderskim wojskowym odznaczeniem. Odznaczenie było wyrazem hołdu dla żołnierzy gen. Sosabowskiego, którzy w 1944 roku, podczas operacji Market Garden toczyli ciężkie walki na terenie Holandii.
W tym samym dniu odznaczono również pośmiertnie gen. Sosabowskiego – Medalem Brązowego Lwa.
Stało się to możliwe dzięki długoletnim staraniom holenderskiej siostry Czerwonego Krzyża Cory Baltussen, opiekującej się żołnierzami 1 Samodzielnej Brygady Spadochronowej w czasie II wojny światowej. Działania Cory Baltussen kontynuował holenderski dziennikarz Geertjan Lassche oraz książę Bernard, ojciec królowej Beatrix.

## W kulturze
- O jeden most za daleko – dramat wojenny z 1977 roku w reżyserii Richarda Attenborough nakręcony na podstawie książki Corneliusa Ryana
- W locie szumią spadochrony. Wspomnienia żołnierza spod Arnhem – książka napisana przez Władysława Klemensa Stasiaka (Instytut Wydawniczy PAX, Warszawa 1991, ISBN 83-211-1153-X). Zawiera wspomnienia jednego z wielu żołnierzy polskiej 1 Samodzielnej Brygady Spadochronowej. Opisano w niej wiele zdarzeń i osobistych przeżyć. Dodatkowo dołączony został szereg dokumentów o ludziach, którzy w tych wydarzeniach brali udział, będących świadectwem działań brygady spadochronowej.